# Utrecht (stad)
Utrecht (uitspraakⓘ; Stad-Utrechts: Utreg of Utereg) is een stad en gemeente in Nederland en de hoofdstad van de provincie met dezelfde naam. Met 374.238 inwoners op 22 november 2024 is Utrecht qua inwonertal de vierde gemeente van Nederland. Deze inwoners zijn verdeeld over vier woonplaatsen, te weten Utrecht met 316.770, Haarzuilens met 620, Vleuten met 28.385 en De Meern met 21.965 inwoners. De agglomeratie Utrecht telde per 1 januari 2019 712.700 inwoners. In 2021 was Utrecht de snelst groeiende stad van Nederland.
Utrecht is een van de oudste steden van Nederland. Het is ontstaan als een Romeinse fortificatie aan de Limes. In de zevende eeuw werd op de plaats waar dit fort zich bevond een kerkje gebouwd en in de eeuwen erna verrezen hier grotere kerken. In 1122 kreeg Utrecht als een van de eerste steden in het huidige Nederland stadsrechten. Dankzij zijn ligging aan de rivier de Rijn groeide Utrecht in de 13e en 14e eeuw uit tot een belangrijke handelsstad in Europa. Met de opkomst van het graafschap Holland verplaatste deze handel zich daarheen en werd Utrecht minder belangrijk, hoewel Utrecht tot in het begin van de 16e eeuw de grootste stad van de Noordelijke Nederlanden bleef. In het jaar 1808 was Utrecht kortstondig de hoofdstad van het Koninkrijk Holland. Ten tijde van de industriële revolutie was Utrecht het centrum van de nationale staal- en spoorwegindustrie.
Utrecht heeft omstreeks 2020 de tweede economie in de noordvleugel van de Randstad, na Amsterdam. De regio Utrecht behoort tot de meest concurrerende economische regio’s in Europa. De stad is het wegen- en spoorwegknooppunt van Nederland. Met een doorvoer van meer dan 57 miljoen reizigers per jaar is Utrecht Centraal het grootste station van Nederland. Mede hierom hebben veel bedrijven en instanties er hun hoofdvestiging, waaronder Bol., de Nederlandse Spoorwegen, Prorail, de Jaarbeurs en banken als de Rabobank en De Volksbank.
Utrecht huisvest naast de Universiteit Utrecht nog de Hogeschool Utrecht, de Universiteit voor Humanistiek, het Universitair Medisch Centrum Utrecht en de Hogeschool voor de Kunsten Utrecht. In totaal zijn er ongeveer 67.000 studenten, waarvan er ruim 33.000 woonachtig zijn in de stad. Utrecht staat daarom bekend als een studentenstad.
Utrecht is de hoofdzetel van de Katholieke Kerk in Nederland en van het Aartsbisdom Utrecht. De Domtoren is met 112,32 meter de hoogste kerktoren van Nederland en het symbool van de stad. Utrecht heeft tevens een rijke kunsttraditie, waarvan de bekendste exponenten de schilders van de Utrechtse School zijn (onder anderen Jan van Scorel en Roelant Savery), en 20e-eeuwse kunstenaars als Gerrit Rietveld, Theo van Doesburg en Dick Bruna.

## Naam
De naam Utrecht valt, naar men algemeen veronderstelt, te herleiden tot het Latijnse Ultraiectum. Dit duidde op een plaats waar in de Romeinse tijd de rivier de Rijn doorwaadbaar of over te steken was. De 'U' komt van het Oudnederlandse woord uut, dat 'benedenstrooms' betekent - Utrecht moet dus begrepen worden als 'Trecht benedenstrooms', in tegenstelling tot dat andere Trecht, Maastricht. Later werd Utrecht wel aangeduid als Traiecti Batavorum (of Trai/jecti Batauorum, Trecht (Tricht) van de Bataven), bijvoorbeeld als plaatsaanduiding in boeken in het Latijn die in Utrecht uitgegeven werden. In 777 wordt de plaats vermoedelijk schriftelijk genoemd als Traiectum vetus ("oude Trecht").
'Uitert' is de verouderde naam in het plaatselijke dialect (het Stad-Utrechts), en komt voor als familienaam 'van Uitert' en 'van Uijtert'. Ook van Uijtregt, van Uytregt, van Uytrecht en van Uijtrecht zijn herleid uit de oude benamingen van de stad.

### Bijnamen
Vanwege de Domtoren, beeldmerk van de stad en met 112,32 meter de hoogste kerktoren van Nederland, wordt de stad ook wel Domstad genoemd. Twee andere bijnamen zijn Utreg (in het Stad-Utrechts) en Utka (in de multiculturele straattaal van de Randstad). Tijdens Carnaval heet de stad Utrecht Leemput, naar Cathrijn van Leemput. 
Een inwoner van Utrecht laat zich liever Utrechter dan Utrechtenaar noemen. Dit vanwege de associatie door de zogeheten 'Utrechtse sodomieprocessen': op het Domplein ontmoetten mannelijke homoseksuelen elkaar in de achttiende eeuw onder meer bij de ruïnes van het ingestorte middenschip van de Domkerk (voor wie tussen de kerk en de toren een gedenksteen ligt). Ze werden door de overheid vervolgd en 18 mannen werden ter dood veroordeeld. Zodoende werd Utrechtenaar een scheldwoord voor homoseksueel. Kort na de Tweede Wereldoorlog besloot een van de Utrechtse kranten uit die tijd, het Utrechts Nieuwsblad, het woord Utrechtenaar in de ban te doen.
Inwoners van de stad worden ook wel 'baliekluivers' genoemd, naar de Utrechters die, hangend over de balies van de bruggen van de Oudegracht, de bedrijvigheid in de stad aanschouwden en elkaar ontmoetten.

## Geschiedenis
Op en rond het huidige Domplein is de plaats waar de Romeinen rond 50 n.Chr. de basis voor de stad Utrecht hebben gelegd. Aan de oever van de Rijn bouwden ze het castellum Traiectum van hout en aarde. Dit fort was onderdeel van de verdedigingsgordel langs de noordgrens van het Romeinse Rijk, de zogenaamde limes. Tussen 50 en 270 n.Chr. werd het castellum viermaal herbouwd. Na het vertrek van de Romeinen streden de Friezen en de Franken lange tijd om de vesting. De overgebleven ommuring leefde voort als de burcht Trecht.
In 690 stichtte de Angelsaksische missionaris en bisschop Willibrord binnen de grotendeels verlaten grenspost Utrecht een geestelijk centrum met twee kerken, waar later nog een derde aan werd toegevoegd. Hieruit ontwikkelde zich het complex van de aan Sint-Maarten gewijde Domkerk, de Sint-Salvatorkerk en de tussengelegen Heilig-Kruiskapel. Vanaf de achtste eeuw, met een onderbreking vanwege Vikingen, zetelde een bisschop in Utrecht, dat daardoor het religieuze centrum van de Noordelijke Nederlanden was. Vanaf de tiende eeuw kreeg de bisschop steeds meer wereldlijke macht. Hij werd toen de belangrijkste vorst in de Noordelijke Nederlanden, die heerste over het Sticht. In de directe omgeving van de burcht ontstond de bloeiende handelswijk Stathe, waar kooplieden en ambachtslieden zich vestigden. In de elfde eeuw werd het kerkelijk centrum uitgebreid met drie nieuwe kapittelkerken en een abdij, die samen het Utrechtse kerkenkruis vormden. Diezelfde eeuw voegden de bisschop en de keizer hun paleizen toe aan de burcht.

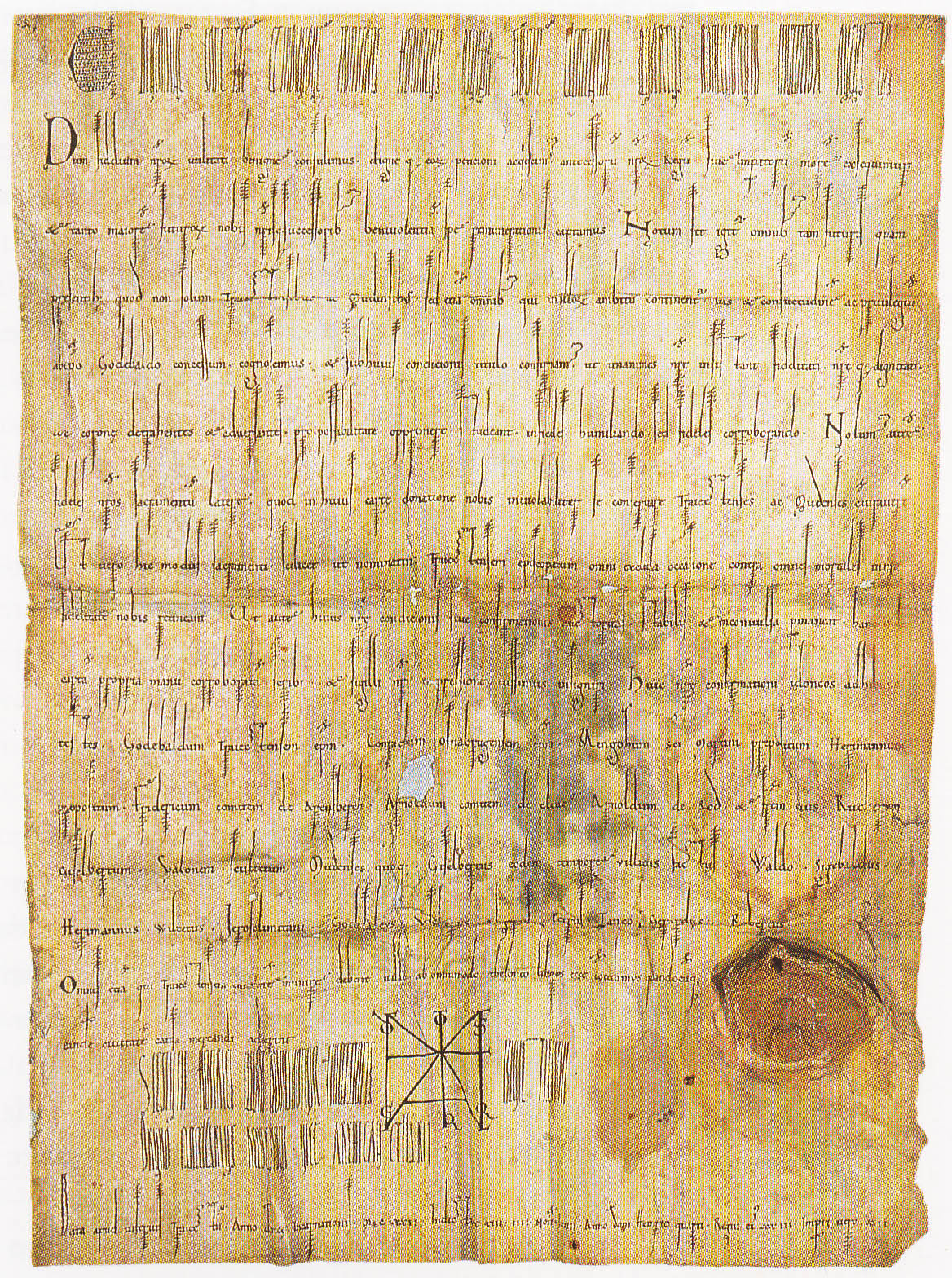
Oorkonde van 2 juni 1122 met bevestiging door keizer Hendrik V van het door de Utrechtse bisschop Godebald aan Utrecht verleende stadsrecht.

Op 2 juni 1122 kreeg Utrecht stadsrechten bevestigd door keizer Hendrik V. De bisschop verloor hierdoor veel invloed op de stad ten gunste van de kersverse stedelingen. Deze mochten de stad nu omwallen, en nog in 1122 begon tevens de aanleg van de zuidelijke Oudegracht. De groei van de bevolking blijkt onder meer uit het feit dat er drie nieuwe parochies werden afgesplitst van de oudste parochie, die van de Buurkerk. Het bestuur van de stad bestond aanvankelijk uit schout en schepenen, maar al in 1196 werd een Raad gevormd, die tot de oudste ten noorden van de Alpen behoort.
Vanaf de twaalfde eeuw werd de macht van naburige vorsten groter, terwijl die van de Utrechtse bisschop afnam. Gedurende de hele Middeleeuwen hebben vooral Holland en Gelre geprobeerd delen van het Sticht in te lijven. Binnen de stad ontstonden twee overheersende partijen, waarvan de een pro-Holland was en de ander pro-Gelre. Eeuwenlang hebben deze partijen elkaar te vuur en te zwaard bestreden. Herhaaldelijk kan gerust gesproken worden van burgeroorlog binnen de stadsmuren.
Ondanks deze strijd en ondanks de toenemende concurrentie van de Hollandse steden vanaf de dertiende eeuw, bleef Utrecht de grootste en welvarendste stad en het belangrijkste culturele centrum in de Noordelijke Nederlanden. De welgestelden bouwden grote stenen huizen langs de Oudegracht, vooral nadat rond het midden van de dertiende eeuw het gebruik van baksteen algemeen werd. Langs de gracht zelf ontstonden de karakteristieke werven en werfkelders. Talrijke kloosters vestigden zich in de stad. In onder meer 1253 vond in Utrecht een grote stadsbrand plaats. De huidige gotische Domkerk werd vervolgens vanaf 1254 gebouwd naar voorbeeld van de grote Franse kathedralen.
In 1304 deden de gilden een succesvolle greep naar de macht, en zij zouden tot 1528 een grote rol in het stadsbestuur blijven spelen. Met het graven van de Nieuwegracht eind veertiende eeuw was het stratenpatroon binnen de stad grotendeels voltooid en het stadsgebied raakte grotendeels volgebouwd. Opvallend is het grote aantal gasthuizen (opvanghuizen voor behoeftigen) dat in deze eeuw ontstond. Een prestigeproject in de veertiende eeuw was de bouw van de Domtoren, een van de hoogste torens die tot dan toe waren gebouwd.
De dreiging van de buurstaten van het Sticht bleef groot, en bewoners van het Nedersticht dwongen de bisschop in 1375 de Stichtse Landbrief uit te vaardigen, waardoor zij als Staten van het Nedersticht controle konden uitoefenen op de wijze waarop politiek bedreven werd. De Staten van Utrecht bestonden uit vertegenwoordigers van de geestelijkheid, de adel en de steden. Utrecht nam door zijn dominante positie een overheersende positie in de Statenvergaderingen in. Door verdere groei was Utrecht tot halverwege de 16e eeuw de grootste stad van de noordelijke Nederlanden.

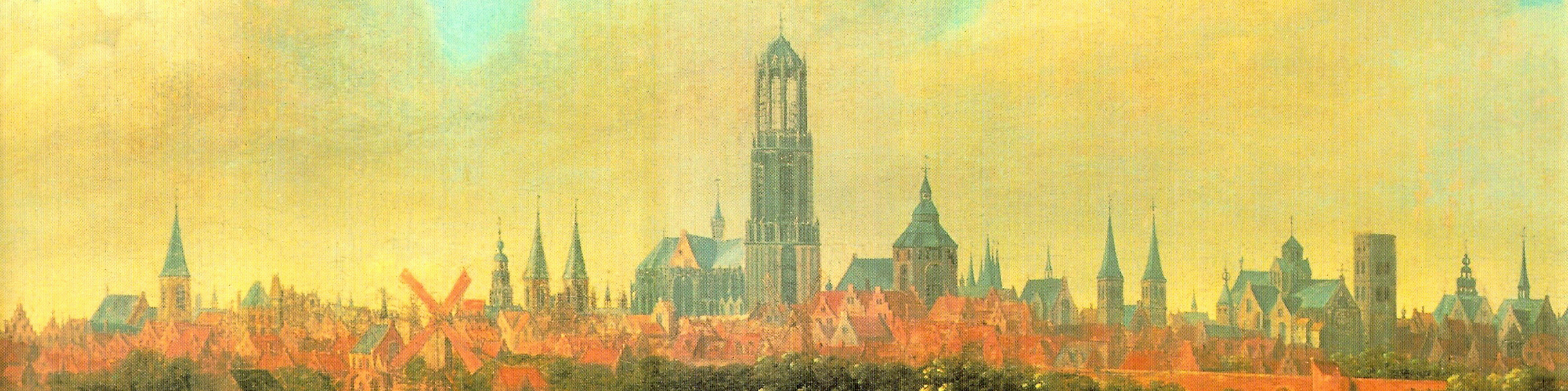
17e-eeuws uitzicht over Utrecht, door Droochsloot.

In de zestiende en zeventiende eeuw speelde Utrecht met zijn Utrechtse School ook een belangrijke rol in de Nederlandse schilderkunst. Bekende schilders waren de renaissanceschilder Jan van Scorel, de "maniëristen" Joachim Wtewael, Abraham Bloemaert en Paulus Moreelse, de "Utrechtse caravaggisten" Hendrick ter Brugghen, Gerard van Honthorst en Dirck van Baburen, de "Italianisanten" Cornelis van Poelenburch, Jan Both en Jan Baptist Weenix.
Vanaf de late middeleeuwen tot het begin van de 19e eeuw kende de stad verschillende periodes van botsingen en verschuivingen tussen en binnen verschillende machten, door onder meer de reformatie, gilden en bezettingen door Spanjaarden en Fransen. In 1636 werd de Universiteit Utrecht opgericht.
Vanaf het begin van de 19e eeuw werden, in ruime zin, nutsvoorzieningen aangelegd en uitgebreid, wat de situatie voor de stad sterk verbeterde. In de tweede helft van de 19e eeuw vond de eerste stadsuitbreiding plaats. Voor en - met name - na de Tweede Wereldoorlog zou Utrecht hiermee grootschalig uitbreiden. Rond 1925 was een groot deel van de bevolking werkzaam in de industrie. Vooral de metaalindustrie met bedrijven als Demka, Werkspoor en Jaffa was een voorname werkgever. Na de Tweede Wereldoorlog werd Utrecht meer en meer een diensten- en kenniscentrum.

## Geografie

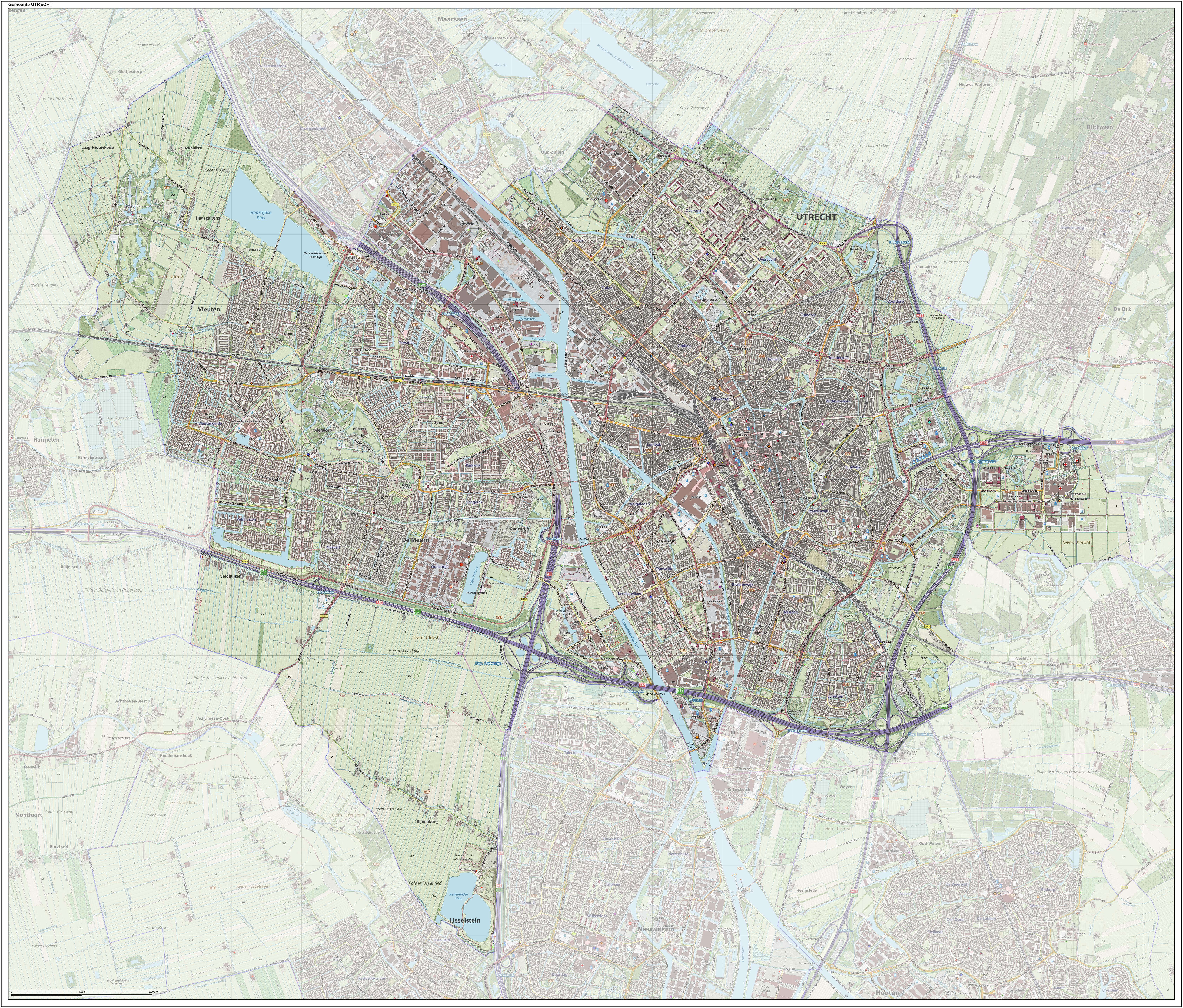
Topografische gemeentekaart van Utrecht, september 2022.

Utrecht ligt centraal in Nederland en in de provincie Utrecht. De stad is ontstaan aan een kromming van de Rijn, toen de hoofdarm van de rivier die de loop van de huidige Kromme Rijn en Oude Rijn volgde. Op de plek van het huidige Domplein lag een Romeins castellum. Er stroomt een bescheiden Kromme Rijn in het oosten Utrecht binnen om de stadsgrachten als Vecht (noordelijk) en Leidse Rijn (westelijk) te verlaten. Westelijk van de stad loopt het brede Amsterdam-Rijnkanaal, naar het zuiden loopt de Vaartsche Rijn, een veel ouder kanaal.
Ten westen van de stad, 'over het Amsterdam-Rijnkanaal' heen, ligt het voorstedelijke uitbreidingsproject Leidsche Rijn, grootste Vinex-locatie en nieuwbouwproject van Nederland. Een reeks nieuwbouwwijken huisvesten bij afronding ongeveer 90.000 inwoners. Ten noorden, zuiden en oosten van de stad liggen enkele voorsteden en forensen- en satellietsteden. De grootstedelijke agglomeratie valt samen met het BRU (Bestuur Regio Utrecht).

### Bestuurlijke indeling

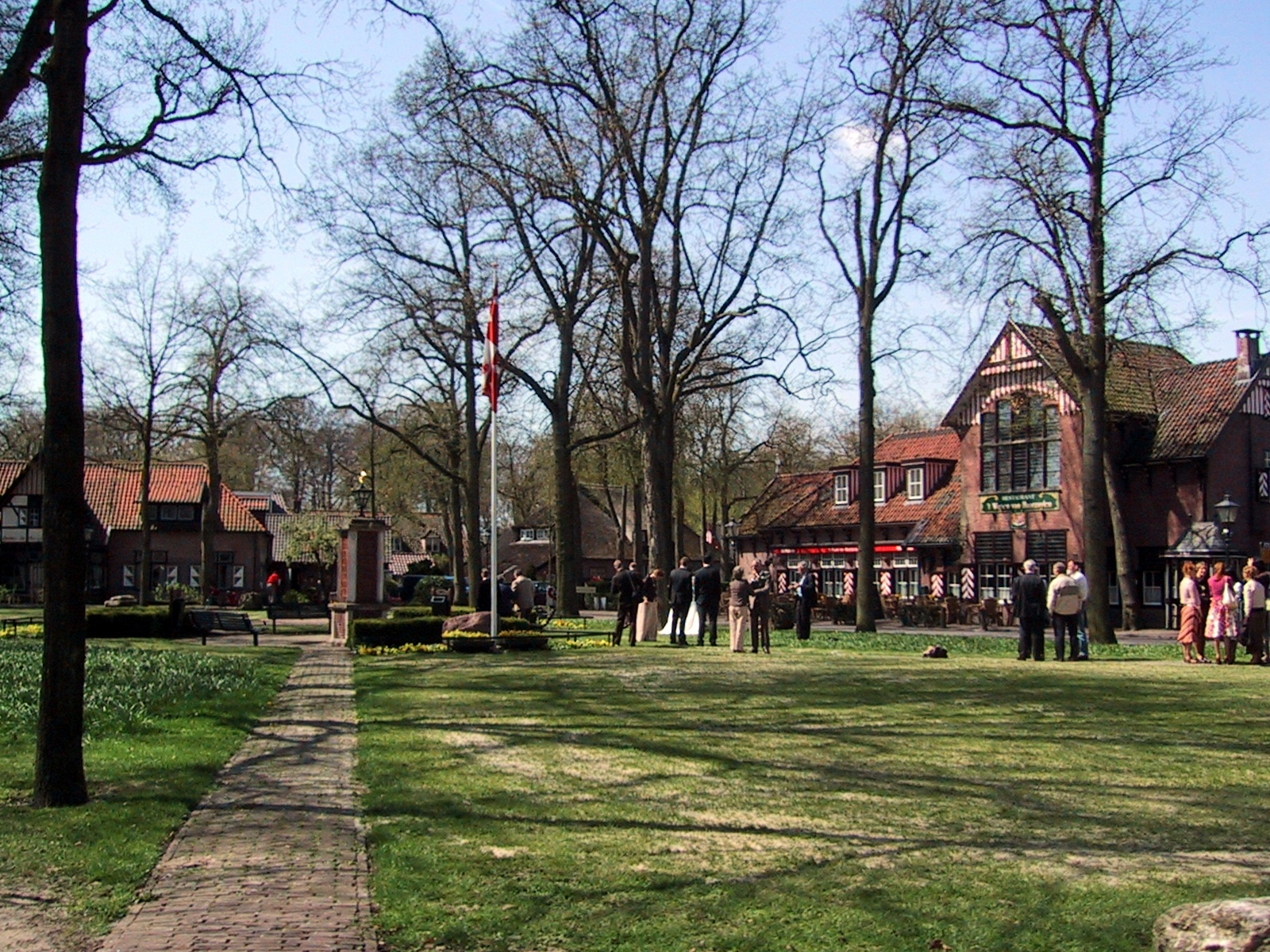
Haarzuilens.

De gemeente telt anno 2022 iets meer dan 361.000 inwoners en heeft een oppervlakte van 99 km² (waarvan slechts een klein gedeelte water).
De voormalige gemeente Vleuten-De Meern maakt sinds 1 januari 2001 deel uit van de gemeente Utrecht. Ook werd per die datum een deel van de gemeente Nieuwegein, namelijk het poldergebied Rijnenburg, aan de gemeente Utrecht toegevoegd. Na de annexatie besloot de nieuw gekozen gemeenteraad niet te tornen aan de bestaande indeling in woonplaatsen, te weten De Meern, Haarzuilens, Utrecht en Vleuten. Wel werd besloten tot het enigszins verleggen van de wijkgrenzen tussen Utrecht en De Meern en tussen Utrecht en Vleuten. Dit hield verband met de gewenste wijkindeling van enkele nieuwbouwbuurten.
De stad Utrecht bestond vóór de annexatie uit acht wijken, te weten Binnenstad, West, Noordwest, Overvecht, Noordoost, Oost, Zuid en Zuidwest. Door de annexatie kwamen er twee bij, namelijk Leidsche Rijn en Vleuten-De Meern. Het geannexeerde gebied van de gemeente Nieuwegein werd ingedeeld bij de wijk Vleuten-De Meern, maar bij de woonplaats Utrecht. Wegens de herindeling van 2001 was het oorspronkelijk de bedoeling om de woonplaatsen Vleuten, De Meern en Haarzuilens te schrappen uit het postcodeboek en deze te vervangen door een Utrechtse postcode. Wegens protest vanuit de bevolking van de voormalige gemeente Vleuten-De Meern werd dit plan niet doorgevoerd.

### Regionale indeling
Utrecht is in ten minste twintig regionale samenwerkingen vertegenwoordigd, die elk een andere samenstelling hebben.

### Wijken
De gemeente Utrecht onderscheidt bestuurlijk tien wijken. Deze zijn te vergelijken met stadsdelen in andere steden. De Utrechtse wijken zijn onderverdeeld in subwijken en deze op hun beurt in buurten. Elke wijk kent een wijkbureau of een wijkservicecentrum. De wijk Vleuten-De Meern bezit ook een dependance van de afdeling Burgerzaken van de gemeente Utrecht.
Elke wijk heeft een raadscommissie voor de wijk, samengesteld uit gemeenteraadsleden of hun plaatsvervangers en elke wijk heeft ook een aparte wijkwethouder. Daarnaast bestaat er sinds 2002 een wijkraad, die een adviserende rol heeft en bestaat uit bewoners van de desbetreffende wijk. De Utrechtse wijken (wijkindeling sinds 2001) zijn:
| Cijfers per 1 januari 2021: Totaal: 359.355 (100%) |                         |
| 01: Binnenstad                                     | 19.581 inwoners (5,38%) |
| 02: Oost                                           | 32.203 inwoners (9,22%) |
| 03: Leidsche Rijn                                  | 42.783 inwoners (11,0%) |
| 04: West                                           | 29.258 inwoners (8,34%) |
| 05: Overvecht                                      | 34.152 inwoners (9,72%) |
| 06: Zuid                                           | 27.769 inwoners (7,87%) |
| 07: Noordoost                                      | 39.510 inwoners (11,1%) |
| 08: Zuidwest                                       | 38.672 inwoners (10,9%) |
| 09: Noordwest                                      | 44.925 inwoners (12,6%) |
| 10: Vleuten-De Meern                               | 50.502 inwoners (13,8%) |

### Woonplaatsen
| Woonplaats (BAG) | Inwoners 2023 | Inwoners 2010 |
| ---------------- | ------------- | ------------- |
| Utrecht          | 316.770       | 267.260       |
| Vleuten          | 28.385        | 18.455        |
| De Meern         | 21.965        | 20.830        |
| Haarzuilens      | 620           | 530           |

### Aangrenzende gemeenten
| Aangrenzende gemeenten | Aangrenzende gemeenten | Aangrenzende gemeenten | Aangrenzende gemeenten | Aangrenzende gemeenten |
| ---------------------- | ---------------------- | ---------------------- | ---------------------- | ---------------------- |
| Stichtse Vecht         |                        |                        |                        | De Bilt                |
|                        |                        |                        |                        |                        |
| Woerden                | Zeist                  |                        |                        |                        |
| Montfoort              | Bunnik                 |                        |                        |                        |
| IJsselstein            |                        | Nieuwegein             |                        | Houten                 |

## Demografie
De gemeente Utrecht is met ca. 374.000 inwoners (in 2024) de vierde gemeente van Nederland. Met voorsteden als Maarssen, Nieuwegein en Houten erbij telt Utrecht circa 520.000 inwoners. In het stedelijke gebied van Utrecht, waarvan ook onder andere de gemeenten Zeist en De Bilt deel uitmaken, wonen ca. 710.000 mensen. De stad maakt deel uit van de G4, een samenwerkingsverband van de vier grootste steden, waartoe ook Amsterdam, Rotterdam en Den Haag behoren. Utrecht groeit zeer snel (zie Bevolkingsontwikkelingstabel).

### Bevolkingssamenstelling
Utrecht is een multiculturele stad; het percentage inwoners met een migratieachtergrond ligt op ongeveer 40% en blijft vermoedelijk de komende decennia stabiel. Dit komt neer op ongeveer 100.000 inwoners waarvan ten minste 1 ouder of grootouder niet in Nederland is geboren.
Utrecht is een stad met veel jongeren en relatief weinig ouderen. In Utrecht wonen ruim 64.000 studenten; er is een aantal universiteiten, hogescholen en ROC's te vinden, waarvan de Universiteit Utrecht en de Hogeschool Utrecht de talrijkste zijn. Het uitgaansleven is hier grotendeels op afgestemd.
Vooral buurten als Voordorp, Wittevrouwen en buurten van de wijk Leidsche Rijn zijn kinderrijk. Delen van onder andere Overvecht-Zuid daarentegen huisvesten veel ouderen. Toch is door de stadsuitbreiding de verwachting dat de stad zeker tot 2011 verder zal verjongen. Waar nu al in veel andere steden de vergrijzing inzet, zal Utrecht voorlopig niet met dat fenomeen kennismaken. Mede door een sterke economische groei in de BRU en ook de bouw van de wijken Leidsche Rijn en grote delen van Vleuten-De Meern neemt het aandeel lage inkomens, zowel als de werkloosheid al enkele jaren percentueel af, en hiermee begint Utrecht af te wijken van de andere grote steden.

### Bevolkingsontwikkeling
In de volgende tabel is het bevolkingsverloop van Utrecht weergegeven. Tot halverwege de zestiende eeuw was Utrecht de grootste stad van de noordelijke Nederlanden. Vanaf die tijd tot circa 1825 schommelde het inwonertal rond de 30.000. Utrecht profiteerde dus niet van de bloei van de Gouden Eeuw, zoals de steden in Holland en Zeeland, maar kende ook niet de terugval die sommige van die steden kenden in de achttiende eeuw. Utrecht werd circa 1550 qua bevolking ingehaald door Amsterdam, circa 1600 door Haarlem en Leiden, circa 1650 door Rotterdam en circa 1700 door Den Haag. Utrecht was nu met Middelburg de zesde stad van Nederland. Rond 1750 zakte Haarlem weer onder Utrecht, rond 1800 gold dat voor Leiden. Sindsdien is Utrecht de vierde stad van Nederland.
Vanaf circa 1825 volgde een lange periode van bevolkingsgroei; het aantal van 100.000 inwoners werd bereikt in 1899. De groei duurde tot 1970, toen als gevolg van woningtekort en suburbanisatie een snelle daling inzette, die rond 1985 dankzij stadsvernieuwing tot stilstand kwam. Vanaf 2000 groeide het inwonertal snel en werd de wijk Leidsche Rijn gebouwd. Gebiedsuitbreidingen van de gemeente Utrecht leidden in 1954 en 2001 tot een sprongsgewijze vermeerdering van het aantal inwoners. In januari 2009 bereikte de gemeente Utrecht de grens van 300.000 inwoners.
De cijfers tot aan de negentiende eeuw zijn schattingen, die onzekerder worden naarmate ze verder teruggaan in de tijd. De negentiende-eeuwse cijfers zijn gebaseerd op volkstellingen, de latere op gegevens van de burgerlijke stand.
| Jaar | Inwoners |
| ---- | -------- |
| 1200 | 3 000    |
| 1300 | 5 500    |
| 1400 | 13 000   |
| 1481 | 20 000   |
| 1525 | 30 000   |
| 1577 | 27 500   |

| Jaar | Inwoners |
| ---- | -------- |
| 1600 | 30 000   |
| 1623 | 30 000   |
| 1650 | 31 000   |
| 1670 | 33 500   |
| 1700 | 30 000   |
| 1730 | 33 000   |
| 1748 | 25 000   |
| 1775 | 29 000   |

| Jaar | Inwoners |
| ---- | -------- |
| 1800 | 33 000   |
| 1809 | 35 000   |
| 1815 | 33 663   |
| 1822 | 35 000   |
| 1832 | 43 000   |
| 1850 | 47 000   |
| 1860 | 52 000   |
| 1870 | 57 000   |
| 1880 | 68 000   |
| 1890 | 81 000   |

| 1 jan | Inwoners |
| ----- | -------- |
| 1900  | 102 086  |
| 1910  | 119 006  |
| 1920  | 138 334  |
| 1930  | 153 208  |
| 1940  | 165 029  |
| 1950  | 193 190  |
| 1960  | 254 186  |
| 1970  | 279 000  |
| 1980  | 236 208  |
| 1990  | 230 676  |

| 1 jan | Inwoners |
| ----- | -------- |
| 2000  | 233 667  |
| 2001  | 256 420  |
| 2002  | 260 625  |
| 2003  | 265 151  |
| 2004  | 270 244  |
| 2005  | 275 258  |
| 2006  | 280 949  |
| 2007  | 288 401  |
| 2008  | 294 737  |
| 2009  | 299 891  |

| 1 jan | Inwoners |
| ----- | -------- |
| 2010  | 307 124  |
| 2011  | 311 405  |
| 2012  | 316 277  |
| 2013  | 321 989  |
| 2014  | 328 577  |
| 2015  | 334 139  |
| 2016  | 338 949  |
| 2017  | 343 134  |
| 2018  | 348 065  |
| 2019  | 352 795  |

| 1 jan | Inwoners |
| ----- | -------- |
| 2020  | 357 719  |
| 2021  | 359 355  |
| 2022  | 361 742  |
| 2023  | 367 984  |
| 2024  | 374.411  |

### Dialect
Het Stad-Utrechts (Uterechs, Utregs of Uteregs) behoort tot de Utrechts-Alblasserwaardse dialecten van de Nederlandse taal.
In augustus 2018 werd het woord ‘jochie’ verkozen tot het meest Utrechtse woord. Van de 16.000 stemmers gaf 38 procent dat woord de voorkeur, boven ‘wijffie’, ‘dakhaos’, ‘gladiool’ en 'woar'.

## Nutsvoorzieningen

### Leidingwater
Uit de bron Utrechtse Heuvelrug wint het waterbedrijf Vitens voor een deel het leidingwater voor de stad Utrecht. Het is slechts een van de zeven bronnen waar de stad gebruik van maakt. Deze zijn: De Meern 1927, Soestse Pracht, Beerschoten, Tull en ’t Waal, Groenekan, Utrechtse Heuvelrug en Leidsch Zacht. Een Utrechtse horeca-ondernemer verkoopt het kraanwater in flessen van een halve liter onder de naam Eau de Gracht.

### Elektriciteit
Elektriciteit voor de stad en de provincie Utrecht werd opgewekt in de PEGUS-elektriciteitscentrale aan het Merwedekanaal; nu maakt deze centrale deel uit van het landelijk elektriciteitsnetwerk.

## Bezienswaardigheden
Utrecht heeft een historisch centrum, dat volledig door een singel wordt omringd. Van zuid naar noord lopen de Oudegracht en de Nieuwegracht, die uniek zijn vanwege de werven, lage kades waarop de werfkelders van de huizen aan de gracht uitkomen. Utrecht telt na Amsterdam en Maastricht het grootste aantal rijksmonumenten van alle steden in Nederland. Anno 2024 telt de gemeente Utrecht 1.590 rijksmonumenten, 1.742 gemeentelijke monumenten, 4 archeologische monumenten en 5 beschermde stads-/dorpsgezichten: Utrecht, Utrecht Oost, Utrecht - Zuilen-Elinkwijk, Blauwkapel en Haarzuilens. Het Rietveld Schröderhuis is opgenomen op de Werelderfgoedlijst. Voor een overzicht van de rijksmonumenten en de oorlogsmonumenten zie:
- Lijst van rijksmonumenten in Utrecht (stad)
- Lijst van rijksmonumenten in Utrecht (gemeente)
- Lijst van oorlogsmonumenten in Utrecht (gemeente)
- Lijst van gemeentelijke monumenten in Utrecht (stad)

### Religieuze gebouwen

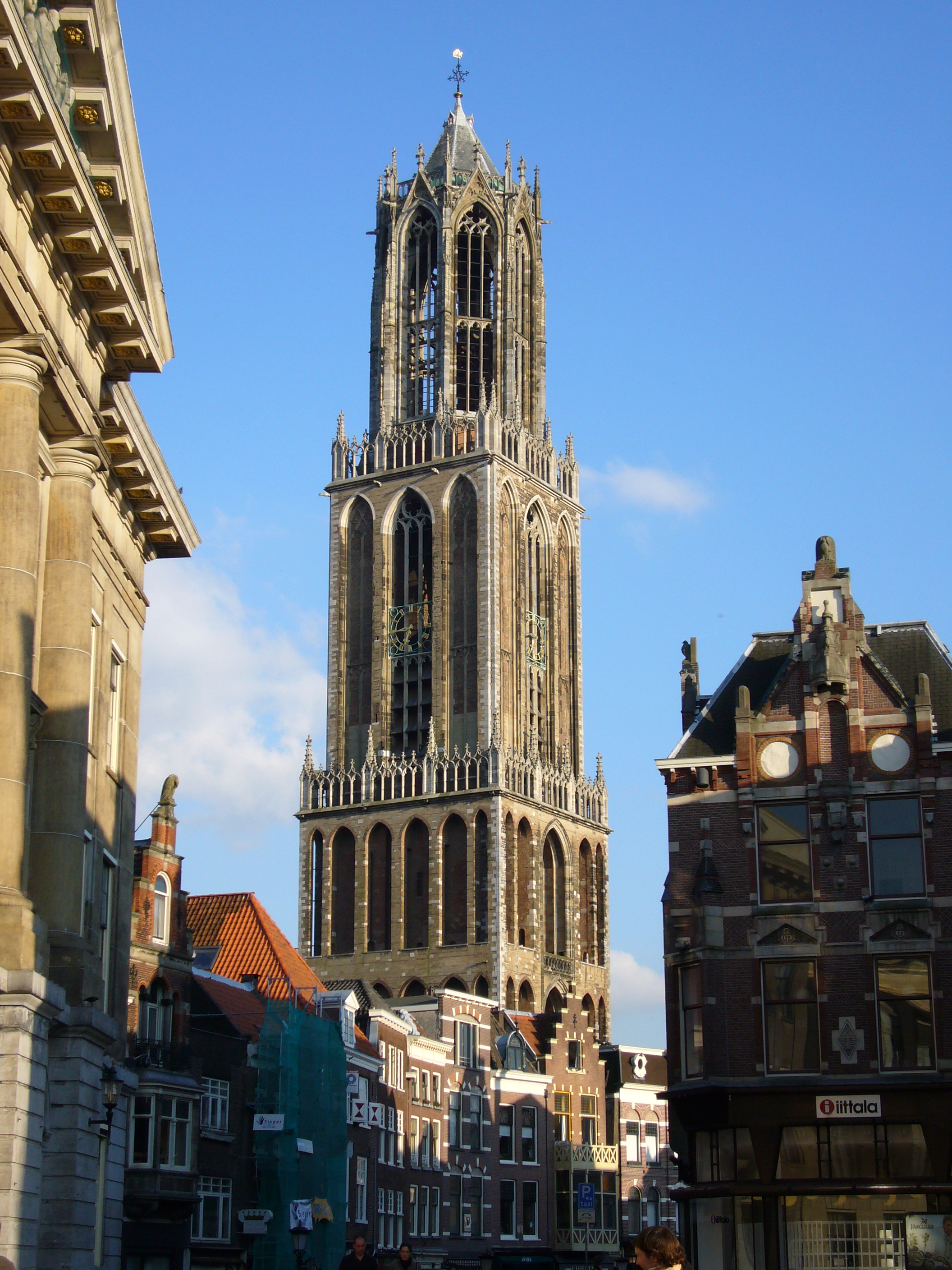
Domtoren gezien vanaf de Stadhuisbrug

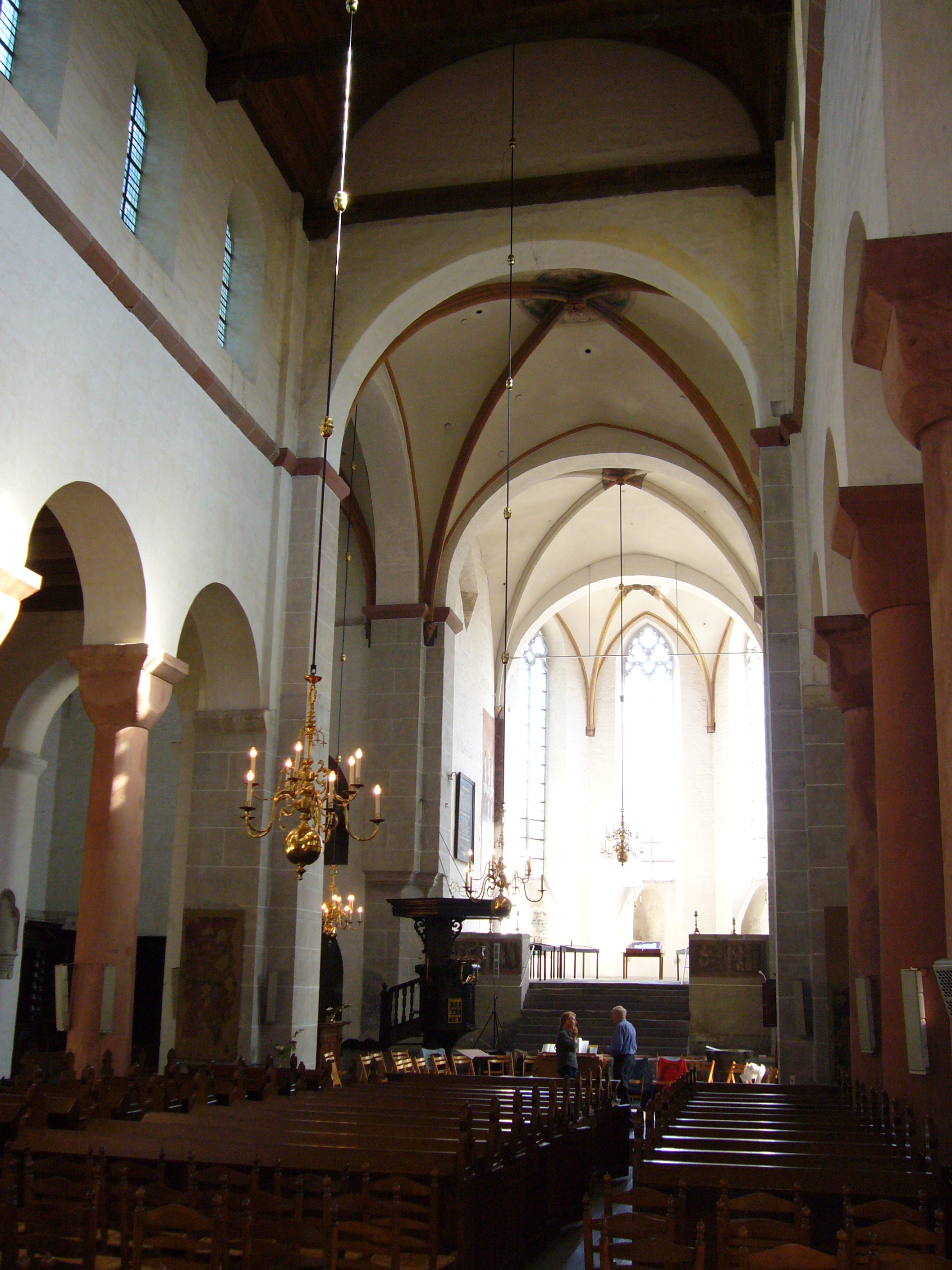
Interieur van de Pieterskerk

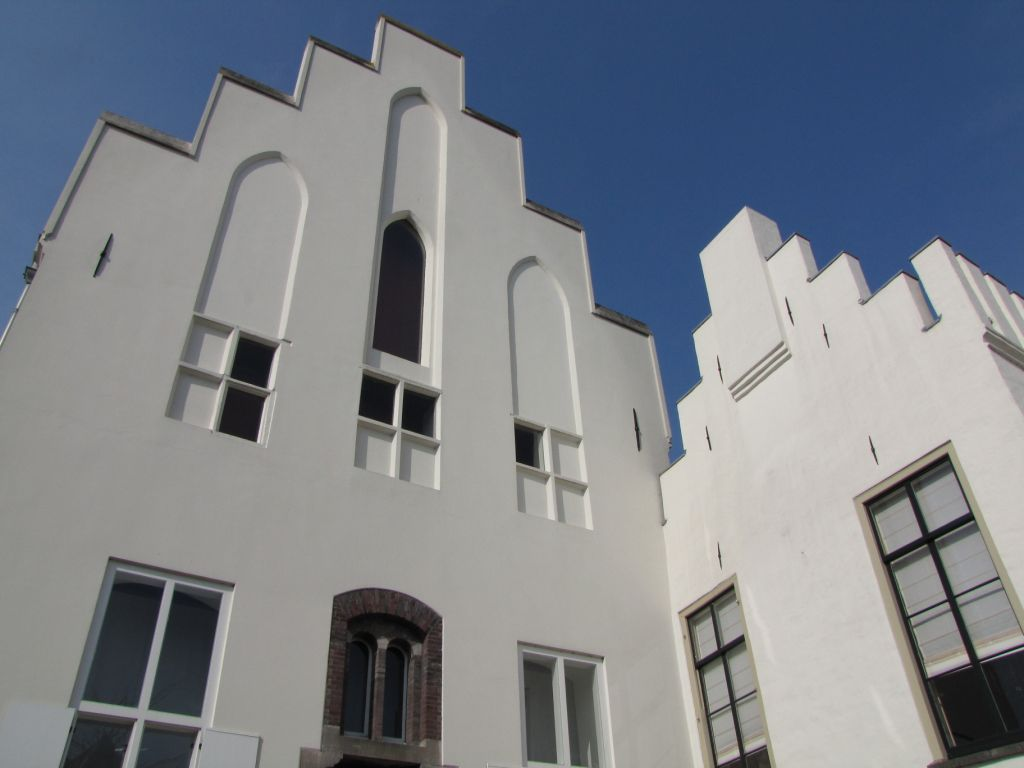
Het Duitse Huis

Utrecht telt vele kerken, kapellen en andere religieuze gebouwen. Onderstaande lijsten beperken zich tot de rijksmonumenten en een kleine selectie uit de gemeentelijke monumenten en overige gebouwen. De volgorde in deze lijsten is van oud naar jong.

#### Kerken en kapellen in de binnenstad
- Pieterskerk, gewijd aan de apostel Petrus, in 1048 gereed gekomen romaanse kapittelkerk met tweetorenfront, gesticht door bisschop Bernold. Hij zou van plan zijn geweest een kerkenkruis in Utrecht te bouwen. De Pieterskerk zou het hoofdeinde van het kruis uitbeelden. De kerkenkruis-theorie is echter niet bewezen. De romaanse delen van de kerk, te weten het schip, de linker zijkapel van het koor en de crypte onder het hoogkoor, zijn zeer goed bewaard gebleven. De overige delen van de kerk zijn in gotische stijl gebouwd. De beruchte storm van 1 augustus 1674 richtte zo veel schade aan dat besloten werd de ingestorte torens en de ertussen gelegen travee van het schip te slopen. De kerk is thans eigendom van en wordt gebruikt door de Église Wallonne d'Utrecht.
- Janskerk, gewijd aan Johannes de Doper, evenals de Pieterskerk gesticht door bisschop Bernold, maar iets later gebouwd. Ook de Janskerk was een kapittelkerk met twee torens. Volgens de kerkenkruis-theorie beeldt de Janskerk de linkerarm van het kruis uit. Deze kerk was iets kleiner dan de Pieterskerk, maar de beide kerken zijn in een vrijwel identieke romaanse stijl gebouwd. Al tijdens de bouw echter werd de westpartij gewijzigd en al snel daarna werd de in verval geraakte noordertoren afgebroken. Stadsbranden in de 12e en 13e eeuw leidden ertoe dat de ronde zuilen van het schip werden gewijzigd in vierkante pijlers en de crypte werd gesloopt. In de 16e eeuw werd het romaanse koor met zijkapellen vervangen door een groter en veel hoger gotisch koor met gotische zijkapellen. Men was van plan ook de overige delen van de kerk in gotische stijl te vergroten, maar dit plan kwam niet ten uitvoer in verband met de Reformatie. In 1682 werd de overgebleven toren gesloopt en een nieuwe westgevel opgetrokken. De Janskerk is thans eigendom van de Protestantse Gemeente Utrecht. De gemeente die hier erediensten houdt bestaat vooral uit (oud-)studenten.
- Dom, gewijd aan Sint-Maarten, gotische kathedraal gebouwd in de periode 1254 tot 1517. Deze kerk verving een romaanse Dom, tot de bouw waarvan bisschop Adelbold in 1015 had besloten. De geschiedenis van de kerken op het huidige Domplein gaat terug tot de introductie van het christendom in de noordelijke Nederlanden. Vanaf de 7e eeuw was Utrecht het centrum van waaruit Nederland ten noorden van de grote rivieren werd gekerstend. Dit uitgestrekte gebied viel onder het bisdom Utrecht. Direct naast de Sint-Maartenskerk bevond zich de Oudmunster of Sint-Salvatorkerk. De beide kerken waren het aanvankelijk niet eens over de vraag welke van de twee zich zetel van de bisschop mocht noemen. De Sint-Maartenskerk won uiteindelijk deze strijd en kreeg hierdoor de status van kathedraal of dom. Volgens de theorie van het kerkenkruis (zie hierboven) stond de Dom in het hart van het kruis en beeldde de Sint-Salvatorkerk de rechterarm uit. De kapittelkerk ten westen van de Dom, de Sint-Marie, zou het voeteneinde zijn. De Domtoren werd gebouwd in de periode 1321 tot 1382. Het ontwerp ervan was in die tijd revolutionair vanwege het ontbreken van steunberen aan de buitenzijde. Met zijn hoogte van 112 m is deze kerktoren de grootste en hoogste van Nederland. De oudste delen van de kerk zijn gebouwd naar het voorbeeld van gotische kathedralen in Noord-Frankrijk. Ook in dit opzicht is deze kerk voor Nederland uniek. Het dwarsschip is later gebouwd dan het koor, namelijk grotendeels tussen 1444 en 1475. De bouw van het middenschip begon in 1484. Door gebrek aan voldoende middelen kwam dit niet tot een voltooiing. In 1517 werd het project gestaakt. De tornado van 1 augustus 1674 (zie bij Pieterskerk) blies het 42 m hoge middenschip omver. Het dwarsschip, het koor en een deel van de zuidelijke zijbeuken van het schip, tezamen ongeveer de helft van de oorspronkelijke kerk vormend, bleven overeind. In 1580 kwam de kerk in handen van de protestanten. De Protestantse Gemeente Utrecht is thans eigenaar van de kerk. De toren met de 13 luidklokken en het carillon is eigendom van de gemeente Utrecht. Van de Dom maakt ook de aangrenzende kruisgang met pandhof deel uit. De kapittelzaal is thans in gebruik als aula van de universiteit. De Utrechtse Dom trekt veel toeristen. In 2017 gingen ruim 433.000 bezoekers de kerk binnen.
- Buurkerk, gewijd aan de heilige Maria, vijfbeukige gotische hallenkerk met 55 m hoge toren. 'Buur' moet worden gelezen als 'burger'. De Buurkerk was een parochiekerk, bedoeld voor de burgerij, dit in tegenstelling tot de kapittelkerken, waar de eredienst werd onderhouden door kanunniken. De huidige Buurkerk dateert grotendeels uit de 14e tot 16e eeuw, maar de oudste voorganger ervan werd in de 10e eeuw gesticht, waarmee de Buurkerkparochie de oudste van de vier middeleeuwse Utrechtse parochies was. In 1580 kwam de kerk in protestantse handen. Dit heeft geduurd tot 1975, toen de wijkgemeenten van de Domkerk en de Buurkerk fuseerden. Sinds 1984 is het Museum Speelklok in de Buurkerk gehuisvest. Qua oppervlakte, circa 2500 m², is deze kerk de grootste van Utrecht.
- Nicolaïkerk, gewijd aan Sint-Nicolaas en door Utrechters ook wel Klaaskerk genoemd, parochiekerk waarvan het romaanse westfront met twee torens uit de 12e eeuw stamt. In latere eeuwen is deze kerk verbouwd tot een gotische hallenkerk. Deze kerk is bijzonder vanwege haar orgelgeschiedenis en -bezit. Tot eind 19e eeuw stond hier een orgel uit de renaissancetijd, een van de oudste bespeelbare orgels ter wereld. Een orgel van Witte kwam ervoor in de plaats. In 1956 werd dit orgel vervangen door een modern, in binnen- en buitenland beroemd geworden orgel, gebouwd door de Deense firma Marcussen och Son. Een kleiner, iets ouder orgel in deze kerk, het Sweelinkorgel, is eveneens van deze firma. De Nicolaïkerk is eigendom van en wordt gebruikt door de Protestantse Gemeente Utrecht.
- Jacobikerk, gewijd aan de apostel Jakobus de Meerdere, gotische hallenkerk uit de 13e tot 15e eeuw. Deze kerk staat in de Utrechtse buurt wijk C en omdat in deze buurt de bevolking snel groeide, werd de kerk enkele malen vergroot, eerst naar het oosten, totdat de kerk bijna de huizen aan de Oudegracht raakte, en daarna naar het westen, waardoor de toren in de kerk kwam te staan. Door de tornado van 1 augustus 1674 brak de ranke, hoge torenspits af. In 1953 schonk de burgerij de kerk een nieuwe torenspits, die minder hoog en kwetsbaar is dan de vorige. Desondanks is deze Jacobitoren met een hoogte van 63 m de op een na hoogste kerktoren van Utrecht. In 1580 kwam de kerk in gebruik bij de protestanten. De eerste predikanten in deze kerk waren veel minder streng dan de meesten van hun collega's. Zij wisten te bereiken dat het stadsbestuur een toleranter houding aannam ten opzichte van godsdienstige minderheden. De kerk is thans eigendom van en in gebruik bij de Protestantse Gemeente Utrecht. De inrichting van de Jacobikerk is een fraai voorbeeld van een 17e-eeuws protestants-Nederlands kerkinterieur.
- Geertekerk, gewijd aan Geertruida van Nijvel, jongste en kleinste van de vier middeleeuwse parochiekerken in Utrecht. De eerste Geertekerk, een eenvoudige rechthoekige zaalkerk, werd in de 12e eeuw net buiten de toenmalige stad gebouwd. In de 13e eeuw werd deze kerk afgebroken en verplaatst naar de huidige locatie net binnen de stadsomwalling. In de 14e en 15e eeuw werd de Geertekerk van een toren voorzien en vergroot. In de jaren 1930 verviel de kerk tot ruïne nadat ze door de hervormde gemeente was verlaten. De remonstrantse gemeente van Utrecht redde in de jaren 1950 deze kerk van de sloop. Ze kocht de ruïne en bouwde de kerk weer op. In 1956 verhuisden de remonstranten van hun voormalige kerk aan de Kromme Nieuwe Gracht naar de Geertekerk.
- Catharijnekerk, van oorsprong een kloosterkerk gewijd aan Catharina van Alexandrië, gebouwd in de 16e eeuw in laatgotische stijl. Na het herstel van de bisschoppelijke hiërarchie in 1853 werd deze kerk aangewezen als kathedraal van het Aartsbisdom Utrecht. In 1900 werd de kerk met één travee naar het westen vergroot en kreeg ze een klokkentoren in laat-gotische stijl.
- Sint-Gertrudiskapel, een van de best bewaard gebleven rooms-katholieke schuilkerken in Nederland. Deze werd in de 17e eeuw ingericht in een middeleeuws huis. De voorganger van deze schuilkerk was de Geertekerk (zie hierboven), die door de overheid in 1580 aan de protestanten werd toegewezen. De schuilkerk is thans via een tussenruimte verbonden met de oudkatholieke Sint-Gertrudiskathedraal (zie hieronder).
- Lutherse Kerk, grotendeels de kapel van het voormalige door Abraham Dole in 1421 gestichte Sint-Ursulaklooster. De lutheranen kwamen aanvankelijk bijeen in een schuilkerk, maar in 1745 kochten zij twee huizen aan de Hamburgerstraat, braken deze af en bouwden op dezelfde plaats een nieuw gedeelte van hun kerk, dat aansloot op de middeleeuwse kapel. Het interieur van deze kapel werd aangepast aan dat van de nieuwe aanbouw. Opvallend aan deze kerk is de bekroning van de voorgevel in Lodewijk XIV-stijl.
- Kapel van het Agnietenklooster, met nonnengalerij, gebouwd in de periode 1512 tot 1516. Sinds 1921 is deze kapel een deel van het Centraal Museum.
- Doopsgezinde Kerk, zaalkerk gebouwd in 1773, ontworpen door Willem de Haan. Opvallend is de stijlvolle, ruime entree met bovenverdieping.
- Sint-Augustinuskerk, Waterstaatskerk ontworpen door Karel George Zocher en gereedgekomen in 1840. Aan de voorzijde bevindt zich een tempelfront met hoge zuilen in neoklassieke stijl. De Sint-Augustinuskerk was, afgezien van de schuilkerken, de eerste na de Reformatie gebouwde rooms-katholieke kerk in Utrecht.
- Sint-Willibrordkerk, zeer hoge neogotische kerk, ontworpen door Alfred Tepe, gereed gekomen in 1877. Het rijke en kleurrijke interieur werd vervaardigd door leden van het St. Bernulphusgilde. In deze rooms-katholieke kerk werden gedurende lange tijd niet of slechts incidenteel kerkdiensten gehouden. In 2016 heeft de Priesterbroederschap Sint Pius X de kerk in gebruik genomen en worden er regelmatig heilige missen gevierd. Na de Dom is deze kerk de door toeristen drukstbezochte van de stad Utrecht.
- Sint-Gertrudiskathedraal, in neoromaanse stijl gebouwde, in 1914 gereed gekomen oudkatholieke kathedraal. Naast deze kerk bevindt zich de voormalige rooms-katholieke schuilkerk Sint-Gertrudis. Toen in 1723 de Rooms-Katholieke Kerk scheurde en de Oud-Katholieke Kerk ontstond, kwam deze schuilkerk in handen van de oudkatholieken.
- Synagoge aan de Springweg, in 1926 gebouwd naar een ontwerp van Harry Elte. Dit voormalige joodse gebedshuis heeft een bijzonder rijk interieur in art-deco-stijl.

#### Kloosters
- Minderbroederklooster, in de 13e eeuw gebouwd door de Franciscanen. Van dit klooster is het huidige gebouw van de faculteit Rechtsgeleerdheid van de Universiteit Utrecht, gelegen aan het Janskerkhof, overgebleven. Wel is het in de loop der eeuwen sterk gewijzigd.
- Regulierenklooster, gebouwd in de 13e eeuw, maar na de sluiting van het klooster vele malen uit- en inwendig verbouwd. Het heeft enkele decennia dienst gedaan als poppodium Tivoli, totdat dit verhuisde naar het nieuwe muziekcentrum TivoliVredenburg. Sinds 2014 is in dit vroegere klooster het bedrijf van popmuzikant Colin Benders gevestigd.
- Duitse Huis, gebouwd omstreeks 1350 door de Duitse Orde, een geestelijke ridderorde die ontstond ten tijde van de kruistochten. De kerk van het klooster is ingestort tijdens de storm van 1 augustus 1674. De overige gebouwen zijn bewaard gebleven. Het hoofdgebouw deed lange tijd dienst als militair hospitaal. Thans is Grand Hotel Karel V in de gebouwen van het Duitse Huis gehuisvest.
- Catharijneconvent, gebouwd in de middeleeuwen door de Karmelieten, ten tijde van keizer Karel V in gebruik genomen door de Johannieters, die hun klooster bij de Catharijnepoort moesten verlaten ten behoeve van de bouw van de Vredenburg. 'Catharijne' verwijst naar Catharina van Alexandrië, de beschermheilige van de Johannieters. 'Catharijneconvent' is dan ook de naam die de Johannieters aan het reeds bestaande klooster gaven. Hetzelfde geldt voor de kloosterkerk, de Catharijnekerk. In dit goed bewaard gebleven klooster is thans het Museum Catharijneconvent gehuisvest.
- Sint-Nicolaasklooster, omstreeks 1407 gebouwd. Het laatmiddeleeuwse gebouw is vooral interessant vanwege de galerij op spitsbogen aan de binnenplaats.
- Kartuizerklooster Nieuw Licht aan de Laan van Chartroise, gebouwd in de 15e tot 18e eeuw. Hiervan zijn alleen een poortgebouw en een boerderij bewaard gebleven.
- Agnietenklooster, gebouwd in 1421. In 1921 werd het gebouw uitgebreid met nieuwe vleugels ten behoeve van het Centraal Museum, dat hierin trok. De kloosterkapel maakt deel uit van het museumgebouw.
- Klooster Genezzano van de Zusters Augustinessen van Sint-Monica aan de Waterstraat. Deze kloostergemeenschap werd opgericht in 1934 met de opdracht werkzaam te zijn in de directe omgeving, Wijk C. In de tweede helft van de 20e eeuw noemde het klooster zich Meisjesstad, omdat het zich richtte op de opvang van dakloze en bedreigde meisjes en vrouwen. Het huidige kloostergebouw op de hoek van de Oudegracht en de Waterstraat is van 1997.

#### Gebedshuizen buiten de binnenstad
- Oude Sint-Willibrordkerk (Vleuten), van oorsprong driebeukige gotische kerk, gebouwd omstreeks 1300. In 1580 werd deze kerk toegewezen aan de protestanten, waarna het koor is afgebroken. In 1831 werd de kerk verder verkleind door de afbraak van de twee meest westelijke traveeën. In 1971 vond herbouw plaats naar de oorspronkelijke grootte en met herstel van de gotische vensters, maar zonder dat er verder sprake was van een reconstructie van de middeleeuwse kerk. Alleen de toren en de delen van de zijbeuken links en rechts van de toren zijn middeleeuws. Deze kerk bezit een waardevol orgel, gebouwd door Gideon Thomas Bätz in 1809.
- Kapel van Kasteel de Haar, vermoedelijk gewijd aan Sint-Steven, gesticht vóór 1420 als dochterkapel van de parochiekerk te Kockengen. Deze kapel heeft eeuwenlang gefunctioneerd als kerk van het dorp De Haar, dat toen naast het kasteel lag. In de 17e eeuw begon het verval van kasteel en kapel. Aan het einde van de 19e eeuw gaf baron Étienne van Zuylen van Nyevelt van de Haar aan architect Pierre Cuypers opdracht tot herbouw van kasteel, kapel en bijgebouwen. In 1896 werd de kapel, met behoud van het middeleeuwse grondplan, delen van de toren en enkele muurresten, in neogotische stijl herbouwd. De op het kasteelterrein gelegen kapel is niet vrij toegankelijk.
- Lebuïnuskerk (Blauwkapel), kleinste gotische kruiskerk van Nederland, gebouwd in 1451.
- Kerk van OLV ten Hemelopneming (Oudenrijn), een van de oudste kerken in neogotische stijl van Nederland, gebouwd in de periode 1857 tot 1860. In 1940 verhuisden de parochianen naar hun nieuwe kerk in De Meern. De verlaten kerk werd fabriek en ingrijpend verbouwd. De bijzondere neogotische kapconstructie is echter bewaard gebleven. Deze voormalige kerk is thans in gebruik als culturele broedplaats met de naam Metaal Kathedraal.
- Sint-Willibrordkerk (Vleuten), neogotische kerk, ontworpen door Nicolaas Molenaar sr., gereed gekomen in 1885.
- Voormalig zaalkerkje (Alendorp), gebouwd in 1896 ten behoeve van de kort daarvoor opgerichte Gereformeerde Kerk van Vleuten en De Meern.
- Sint-Antonius van Paduakerk (Lombok), ontworpen door de architecten Jan Stuyt en Joseph Cuypers in een neoromaanse stijl. Het kerkgebouw kwam gereed in 1903, de toren in 1924. Deze toren werd gebouwd naar het voorbeeld van Italiaanse klokkentorens: smal en enigszins losstaand van de kerk.
- Nieuwe Kerk (Wittevrouwen), in neo-romaanse stijl gebouwd in 1910, ontworpen door architect Christiaan Posthumus Meyjes sr.. De Nieuwe Kerk was de eerste kerk in Utrecht die als Nederlands-hervormde kerk werd gebouwd.
- Marekerk (De Meern), gebouwd in 1913 in art nouveau-stijl als Nederlands-hervormde kerk. Deze kerk verving een middeleeuwse kapel op dezelfde plaats bij de Meernbrug, daar waar het dorp De Meern is ontstaan.
- R.K. Sint-Gertrudiskerk (Rivierenwijk), ontworpen door architect Wolter te Riele, opgeleverd in 1924. Utrecht heeft vier kerken die gewijd zijn aan Sint-Geertruida van Nijvel. De oudste is de middeleeuwse Geertekerk. Na de reformatie kwam deze kerk in handen van de protestanten en verhuisden de rooms-katholieke parochianen naar hun schuilkerk, die uiteraard eveneens was gewijd aan Sint-Geertruida (in het latijn: Gertrudis). In 1914 werd naast deze schuilkerk de oudkatholieke Sint-Gertrudiskathedraal gebouwd. De jongste aan Sint-Geertruida gewijde kerk is die in Rivierenwijk.
- Sint-Aloysiuskerk (Schildersbuurt), grote kerk in zeshoekige vorm met hoge koepel, gereed gekomen in 1924. De architect was Hendrik Willem Valk. Deze kerk herbergt vele waardevolle voorwerpen van beeldende kunst en een orgel van Abraham Meere uit 1810.
- Wilhelminakerk (Schildersbuurt), gebouwd in 1931 in de stijl van de Amsterdamse School.
- Mariakerk (De Meern), rooms-katholieke kerk gebouwd in 1940 in de stijl van de Delftse School. De architect was Hendrik Christiaan van de Leur.
- Sint-Dominicuskerk (Oog in Al), neoromaanse kerk in de stijl van de Bossche School gebouwd in 1951.
- Ulu Moskee (Lombok), in de periode 2008 tot 2015 gebouwde moskee aan de kop van Lombok met twee 44 m hoge minaretten. De gang van zaken binnen deze moskee staat onder het gezag van de Turkse overheid.
- Islamitisch Cultureel Centrum Leidsche Rijn (De Meern), in 2016 geopende moskee en cultureel centrum. Het moskeebestuur bestaat uit leden uit de Marokkaanse gemeenschap.

### Niet-religieuze gebouwen
In de binnenstad bevinden zich vele gebouwen met een historie die tot in de middeleeuwen rijkt. Bekend zijn de Utrechtse stadskastelen, stenen woningen van rijke of adellijke families, die voornamelijk binnen de middeleeuwse handelswijk Stathe waren gelegen. In latere perioden zijn op veel meer plekken verspreid over de stad representatieve gebouwen gebouwd. De onderstaande lijst toont in het oog springende gebouwen, oplopend van oud naar jong.

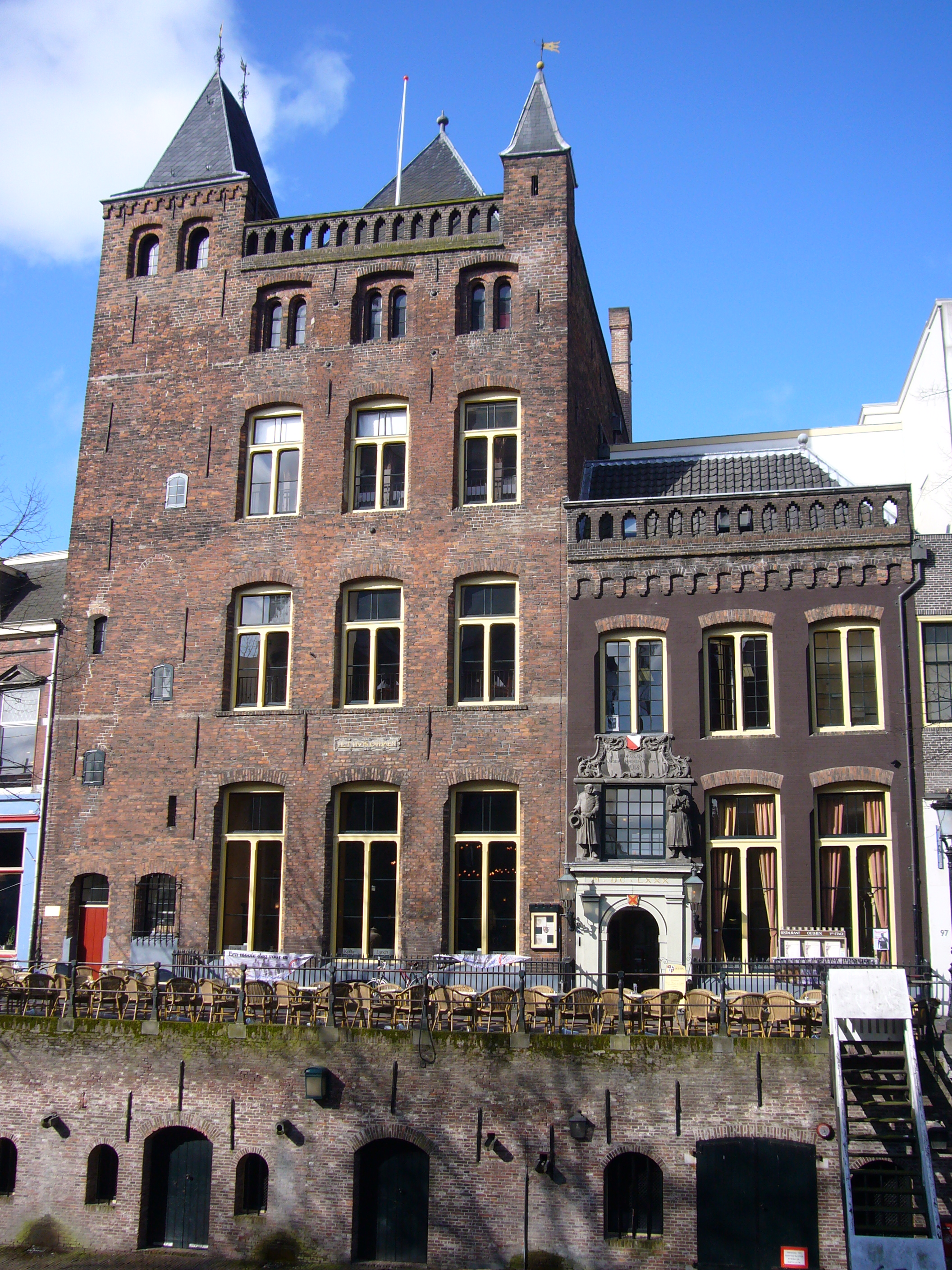
'Stadskasteel' Oudaen

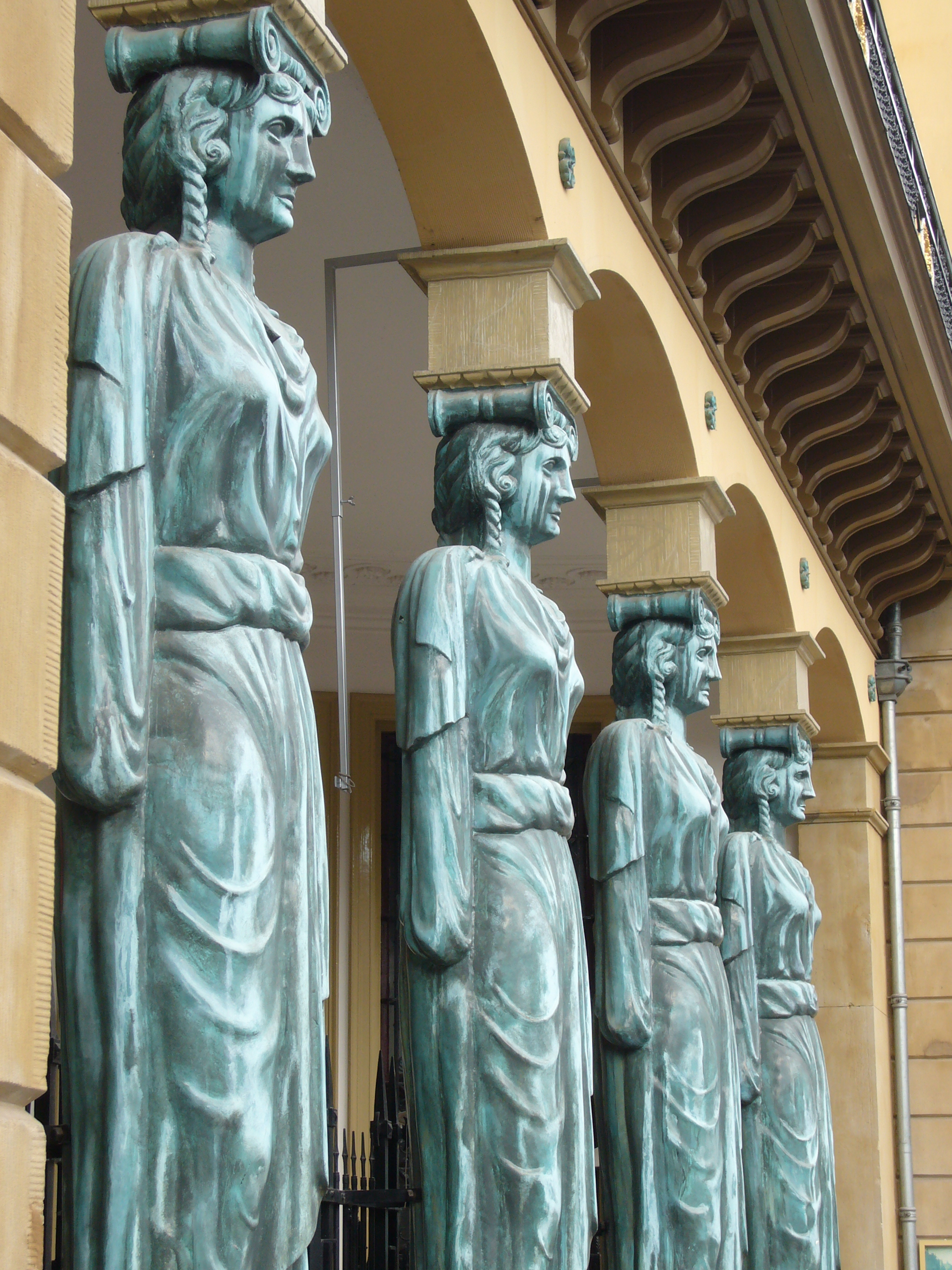
Winkel van Sinkel

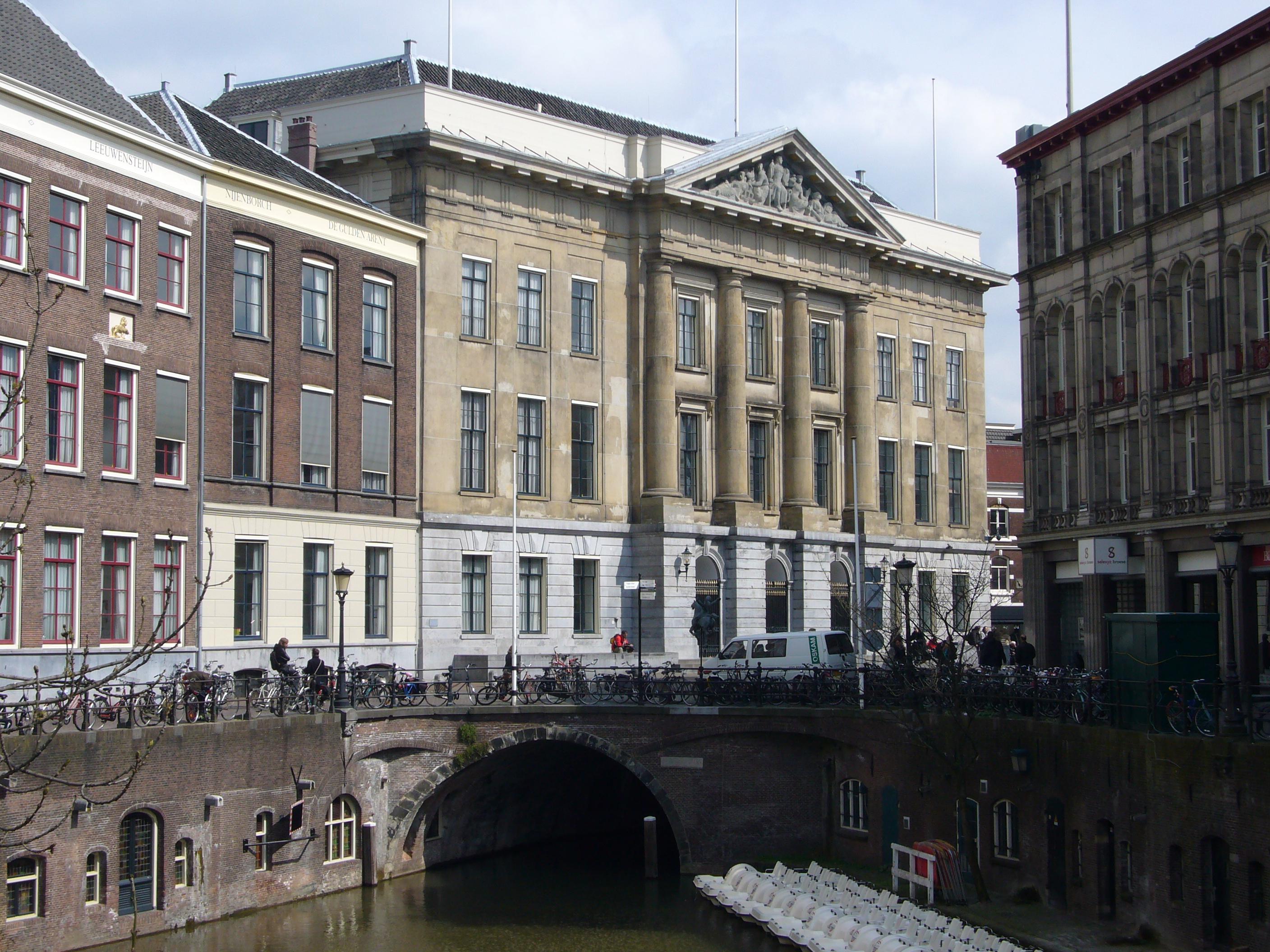
Stadhuis en Stadhuisbrug

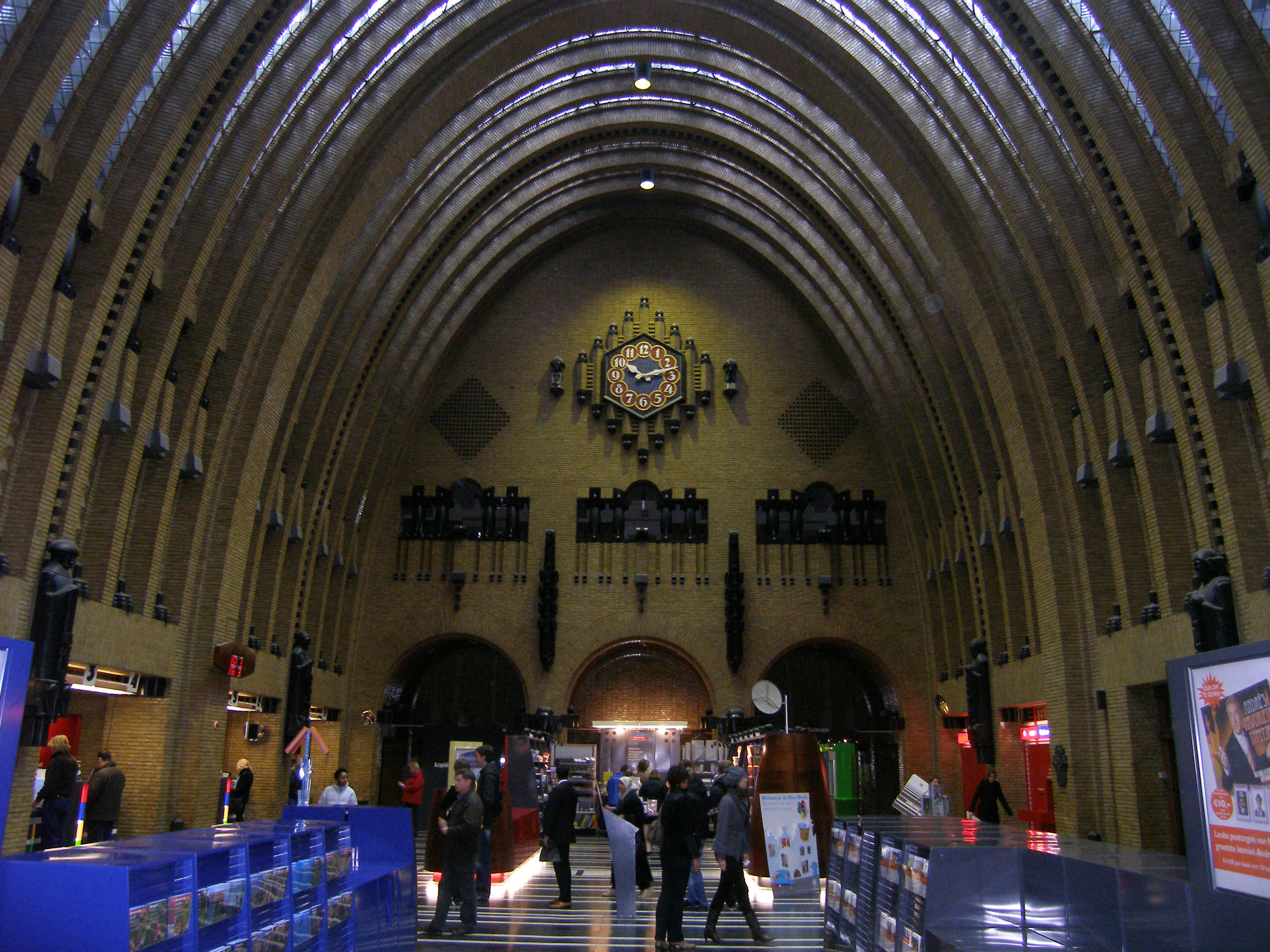
Interieur voormalig hoofdpostkantoor, nu bibliotheek

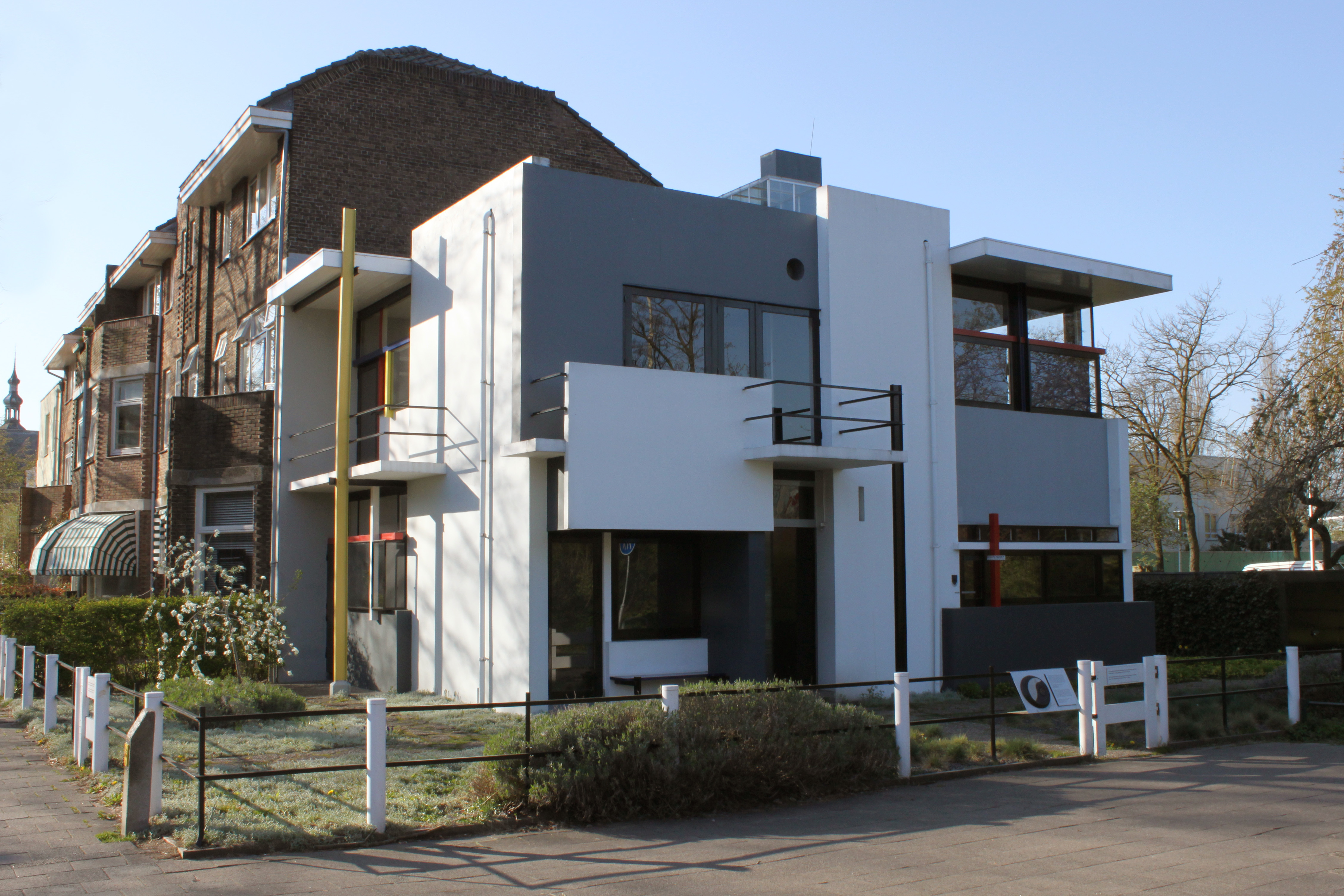
Rietveld-Schröderhuis

- Oudaen, Oudegracht 99, een versterkt woonhuis uit circa 1280. Utrecht telde in de dertiende en veertiende eeuw vele van deze burchtachtige huizen van rijke patriciërs. Minder goed bewaard gebleven zijn onder meer Drakenburg (Oudegracht 114), Kranestein (Oudegracht 55), Fresenburch (Oudegracht 113) en Blankenburg (Oudegracht 121).
- Huis Zoudenbalch in de Donkerstraat uit 1467-1468 in laatgotische stijl, met een opvallende natuurstenen gevel, die in 1903 na een brand gerestaureerd is.
- Bartholomeïgasthuis aan de Lange Smeestraat, uit 1367, bestaande uit een vleugel aan de straat met een haaks daarop staande kapel.
- Sint Eloyen Gasthuis, Boterstraat 22. Sinds 1440 is hier het huis van het smedengilde van Sint-Eloy gevestigd. Het huis is alleen op de Landelijke Open Monumentendag geopend voor bezoekers (tweede zaterdag in september). De toegangsdeur/-poort dateert uit 1644.
- Paushuize uit 1517, gebouwd in opdracht van de uit Utrecht afkomstige paus Adrianus VI, die het echter nooit bewoond heeft. Het is een laat-gotisch gebouw met typische "speklagen" van natuursteen en baksteen.
- Sonnenborgh en Manenborgh, twee bolwerken, overblijfselen van de stadsversterking uit omstreeks 1550. Sonnenborgh is thans als sterrenwacht in gebruik.
- Leeuwenbergh Gasthuis, een tweebeukige zaal, in 1567 gebouwd als pesthuis, later in gebruik geweest als kerk. Het poortgebouw aan de stadswal is verdwenen.
- Grote Vleeshuis aan de Voorstraat, gebouwd in 1637, wellicht naar ontwerp van de schilder Paulus Moreelse.
- Statenkamer, de voormalige refter van het Minderbroederklooster aan het Janskerkhof met een poort uit 1643. Thans onderdeel van de Universiteit Utrecht.
- De Krakeling, Achter Sint-Pieter, woonhuis uit 1663 met opvallende ornamenten en een bijzondere deur. Gebouwd in opdracht van Everard Meyster, bekend van de Amersfoortse Kei.
- Fundatie van Renswoude uit 1757 door Joan Verkerk in rococostijl. Oorspronkelijk een instelling die begaafde wezen een opleiding bezorgde. Het weelderige interieur is grotendeels in oorspronkelijke staat bewaard gebleven.
- Winkel van Sinkel aan de Oudegracht uit 1839, ontworpen door P. Adams in neoclassicistische stijl. Een van de eerste warenhuizen in Nederland, opvallend door de vier kariatiden in de voorgevel.
- Stadhuis van Utrecht op de Stadhuisbrug aan de Oudegracht, met een zware neoclassicistische gevel van natuursteen uit 1826-1847.
- Gebouw voor Kunsten en Wetenschappen aan de Mariaplaats, gebouwd op de plaats van de afgebroken Mariakerk in 1844. Clara Schumann en Johannes Brahms traden hier op. Thans conservatorium.
- Hoofdgebouw I van de Nederlandse Spoorwegen uit 1870.
- Hoofdgebouw II van de Nederlandse Spoorwegen uit 1893-1895 in neorenaissancestijl door architect J.F. Klinkhamer.
- Ooglijdersgasthuis uit 1894, aan de F.C. Dondersstraat. Ontworpen door architect D. Kruijf. Bood van 1894-1989 onderdak aan het Nederlandsch Gasthuis voor Behoeftige en Minvermogende Ooglijders. Van 1990-2015 was dit een locatie van de Hogeschool Utrecht.
- Academiegebouw aan het Domplein in neorenaissancestijl, ontworpen door E.H. Gugel en Ferdinand Jacob Nieuwenhuis.
- Apotheek op Voorstraat 6, het beste bewaard gebleven voorbeeld van jugendstil in Utrecht, in 1904 gebouwd naar ontwerp van R. Rijksen Gzn.
- PhRM aan Janskerkhof 14, sociëteit van het Utrechtsch Studenten Corps, gebouwd in 1901 en ontworpen door A.H. Zinsmeister.
- Voormalig Hoofdpostkantoor aan de Neude uit 1918 door J. Crouwel in de trant van de Amsterdamse School. Opvallend is de hal met zijn gebogen overspanning.
- De Inktpot, het oude Hoofdgebouw III van de Nederlandse Spoorwegen, een groot bakstenen gebouw uit 1918-1921, ontworpen door G.W. van Heukelom. Sinds 2003 is ProRail in het gebouw gevestigd.
- Het wereldberoemde Rietveld Schröderhuis uit 1924, ontworpen door Gerrit Rietveld. Het is een voorbeeld van De Stijl-architectuur en staat sinds 2000 op de Werelderfgoedlijst van de UNESCO.
- Politiepost Tolsteeg aan de Tolsteegbrug, een gebouw uit 1926 in de stijl van de Amsterdamse School. Thans filmhuis 'Louis Hartlooper Complex'.
- De Forten bij Utrecht als onderdeel van de Nieuwe Hollandse Waterlinie, die sinds 1995 op de Nederlandse Voorlopige Lijst voor Werelderfgoed van de UNESCO staat.
- Meerdere gebouwen op Universiteitsterrein De Uithof zijn architectonisch vermeldenswaardig. Voorbeelden hiervan zijn het Educatorium van Rem Koolhaas, de universiteitsbibliotheek van Wiel Arets, het Minnaertgebouw van Willem Jan Neutelings en De Bisschoppen van Köther-Salman Architekten.

### Poorten
- Weeshuispoort aan de Springweg, gebouwd aan het begin van de zeventiende eeuw met gebruikmaking van oudere elementen
- Hofpoort aan de westzijde van de Nieuwegracht tussen Pausdam en Paulusbrug, een hardstenen poort met Dorische halfzuilen (derde kwart 16e eeuw en ca. 1620)
- Poort van het Bisschopshof aan de Servetstraat (1634)

### Godskameren en hofjes

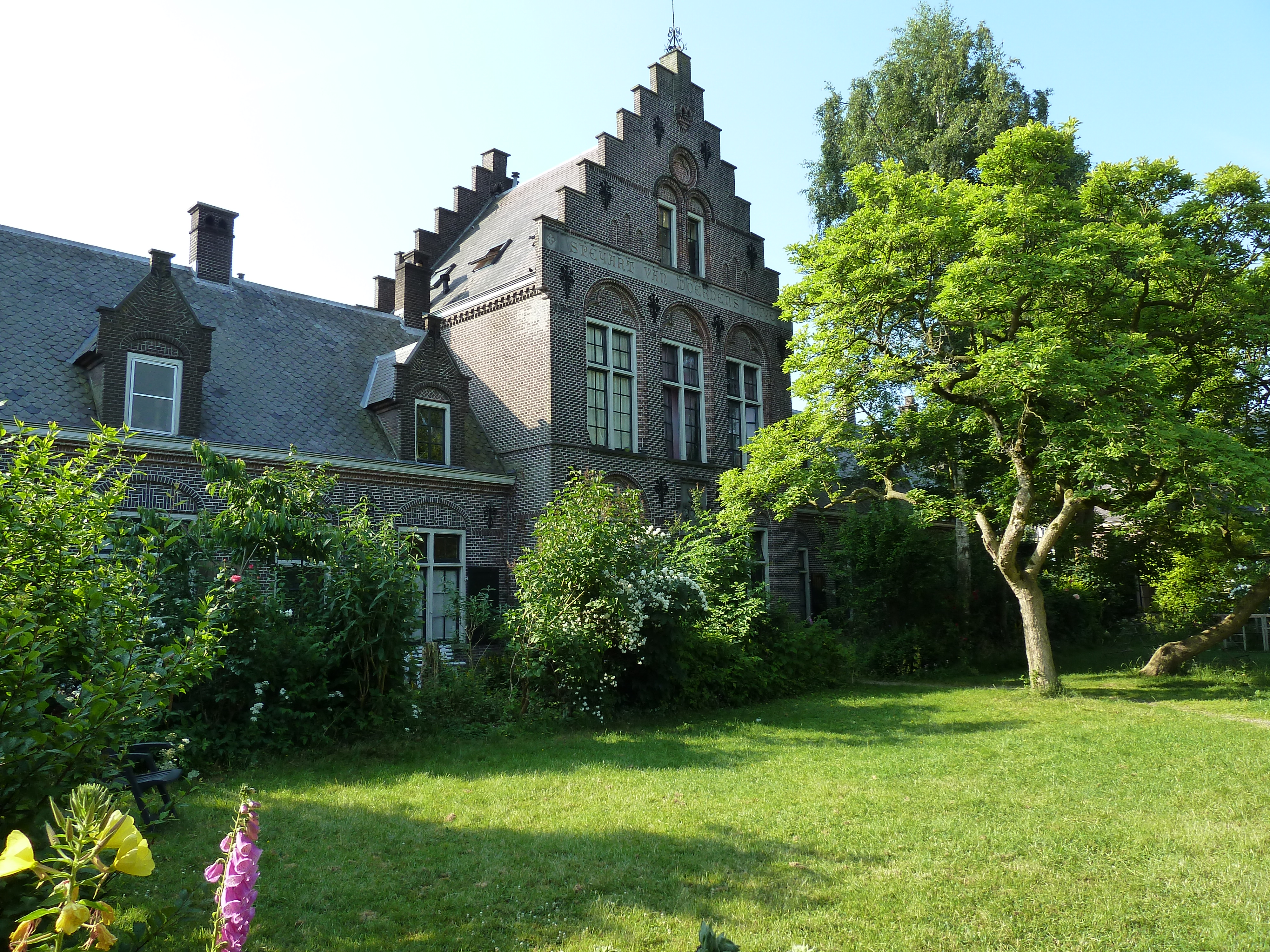
Speyart van Woerden's hofje

- Beyerskameren aan de Lange Nieuwstraat/Agnietenstraat (1597-1650)
- Bruntskameren aan het Lepelenburg (1621)
- Kameren Maria van Pallaes aan de Agnietenstraat (1651)

### Molens
- Rijn en Zon, een korenmolen in de Vogelenbuurt.
- De Ster, een zaagmolen in de wijk Lombok.

### Verdwenen gebouwen

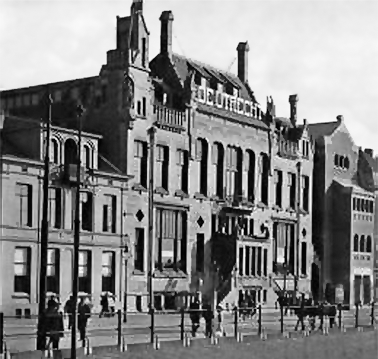
Levensverzekerings-maatschappij 'De Utrecht'

- Sint-Salvatorkerk, gelegen naast de Dom. Afgebroken in 1587. De Dom was in handen gekomen van de protestanten en aan een tweede kerk op dezelfde plaats had men kennelijk geen behoefte.
- Kasteel Vredenburg, de gehate dwangburcht van keizer Karel V, gesloopt door de Utrechtse bevolking in de jaren 1577 tot 1581.
- De Paulusabdij, gebouwd op initiatief van bisschop Bernold. De oudste delen, waaronder de abdijkerk in dezelfde romaanse stijl als de Pieterskerk en de Janskerk, werden in 1050 gebouwd. De Paulusabdij verdween in stappen na de Reformatie. In de Hofpoort (doodlopende zijsteeg van de Nieuwegracht) komt men bij de achterzijde van het vroegere gerechtsgebouw, waarin een stuk muur van de abdijkerk uit 1050 is verwerkt.
- De Mariakerk, in de 11e en 12e eeuw gebouwde kapittelkerk, evenals de twee iets oudere kapittelkerken, de Pieterskerk en de Janskerk, in romaanse stijl. De architectuur van deze kerk verschilde echter duidelijk van die van de Pieters- en de Janskerk. Italiaanse (Lombardische) invloeden zijn duidelijk waarneembaar, zoals onder andere blijkt uit het bekende schilderij van Pieter Saenredam, waarop het brede westfront is te zien met op de achtergrond de torens van de Dom en de Buurkerk. De Mariakerk raakte in verval toen er geen kerkdiensten meer werden gehouden. In 1813 werd ze grotendeels afgebroken. Alleen het koor van de kerk bleef tot 1844 nog in gebruik als concertzaal, totdat ook dit werd gesloopt om plaats te maken voor het Gebouw voor Kunsten en Wetenschappen. Het enige dat behouden is gebleven van deze kerk is een deel van de kruisgang, te zien en te betreden vanaf de Mariaplaats.
- Paleis Lofen, in 1040 liet keizer Hendrik III dit paleis bouwen, het stond tussen het huidige Domplein en de Oudegracht.
- Het gebouw De Utrecht van de gelijknamige verzekeringsmaatschappij, een voorbeeld van jugendstil-architectuur. Het gebouw is ontworpen door J. Verheul en werd opgeleverd in 1902. In 1974 werd het afgebroken ten behoeve van de bouw van het winkelcentrum Hoog-Catharijne. Verschillende elementen van het afgebroken gebouw liggen opgeslagen.
- Het vroegere Centraal Station van architect Sybold van Ravesteyn, vervangen door winkelcentrum Hoog-Catharijne.

### Begraafplaatsen/crematoria
Qua moderne begraafplaatsen/crematoria is de Begraafplaats Soestbergen in de eerste helft van de 19e eeuw aangelegd. Begraafplaats Sint Barbara is rond 1870 ontworpen door Alfred Tepe en kent onder meer diverse graven van rooms-katholieke aartsbisschoppen. Uit het begin van de 20e eeuw dateert Kovelswade. Begraafplaats Tolsteeg is in 1931 aangelegd naar een ontwerp van Krijn Perk Vlaanderen, tuinarchitect en plantsoenmeester van de gemeente Utrecht; er is een aula naar het ontwerp van architect Gosse van der Gaast in de stijl van de Nieuwe zakelijkheid. Begraafplaats/crematorium Daelwijck uit omstreeks 1967 heeft een aula die is ontworpen door architect H. Dam.

### Straten, lanen, grachten, pleinen en parken

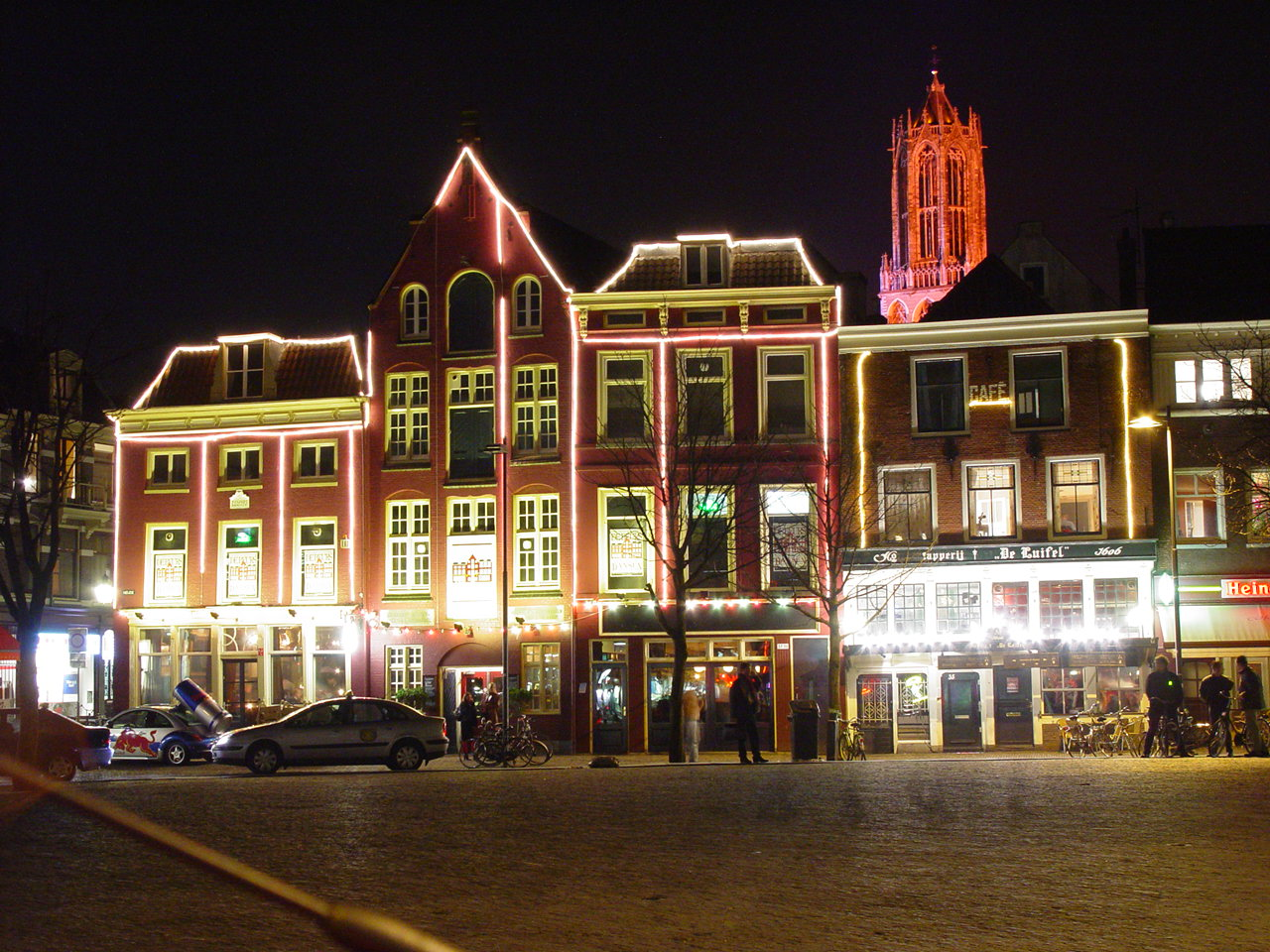
De Neude
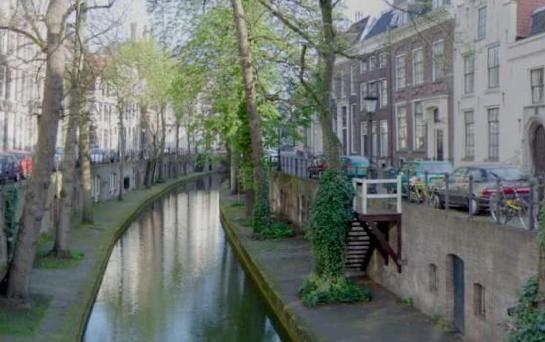
Nieuwegracht
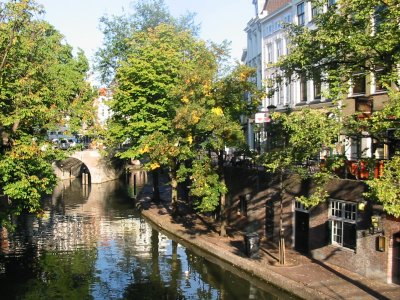
Oudegracht
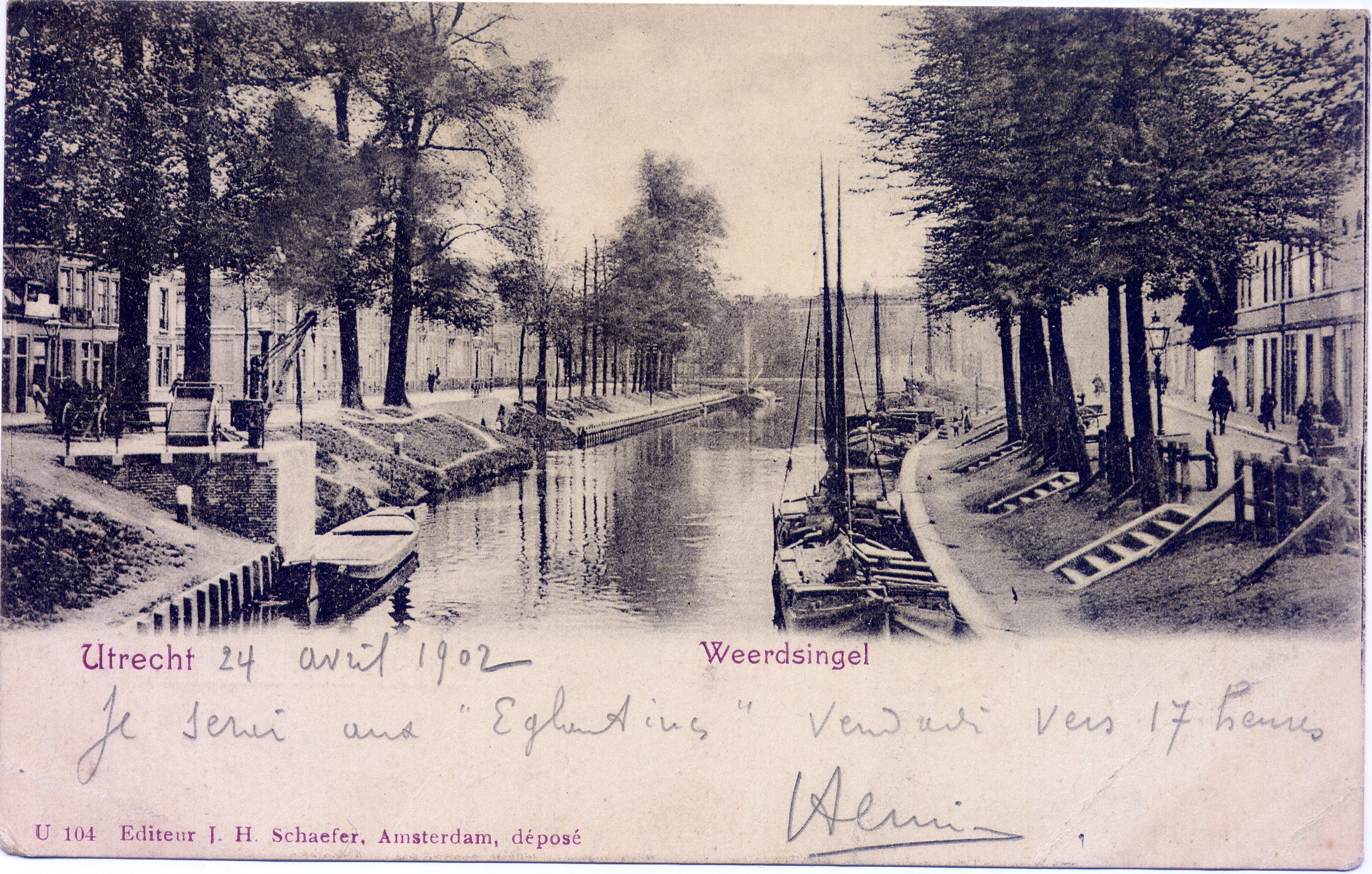
Utrecht, de Weerdsingel in 1902.

- Zie Lijst van straten in Utrecht
- Zie ook de Lijst van gebouwen in Utrecht
- Zie ook de Lijst van hoogste gebouwen van Utrecht

### Monumenten

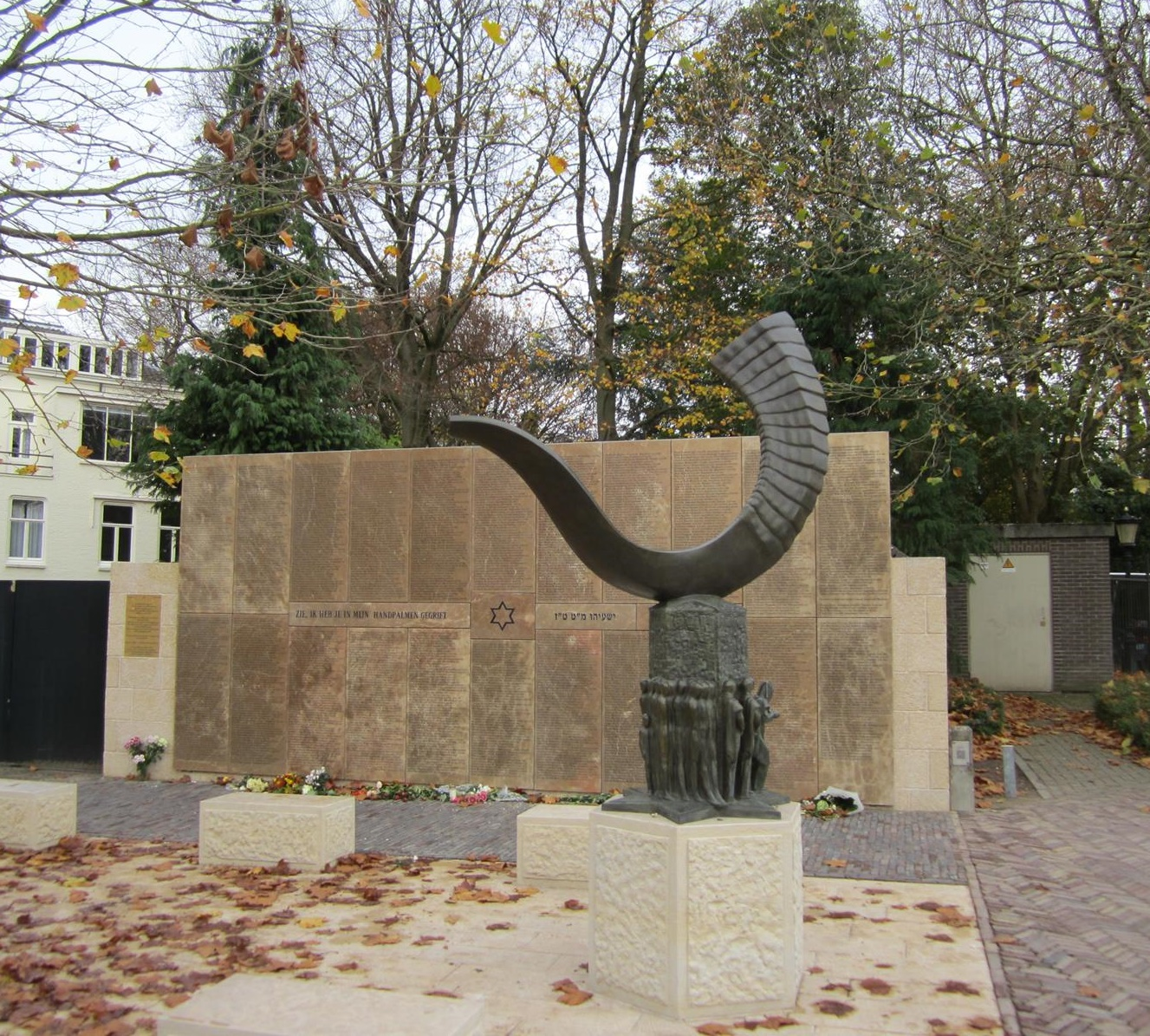
Joods monument

- Joods monument met daarop 1239 namen van Joodse mensen uit Utrecht.

## Winkelen
Westelijk van het centrum ligt het station met het aangebouwde winkel- en kantorencomplex Hoog Catharijne, dat sinds het bestaat omstreden is geweest, zowel om zijn architectuur alsook de verloedering die optrad, waardoor het een vrijplaats voor druggebruikers werd. Sinds begin 2000 is er echter veel tijd en geld besteed om dit leefklimaat te verbeteren. In 2006 heeft men hiervoor een Nederlandse en Europese prijs gewonnen. In 2008 is er begonnen met een grootscheepse opknapbeurt van het gehele stationsgebied (zie CU2030). Zo is de singel rondom de binnenstad hersteld en is het Vredenburg ingrijpend verbouwd. Op het Smakkelaarsveld zal een kleine haven ontstaan die de singel weer in verbinding brengt met de Leidse Rijn.

### Markten

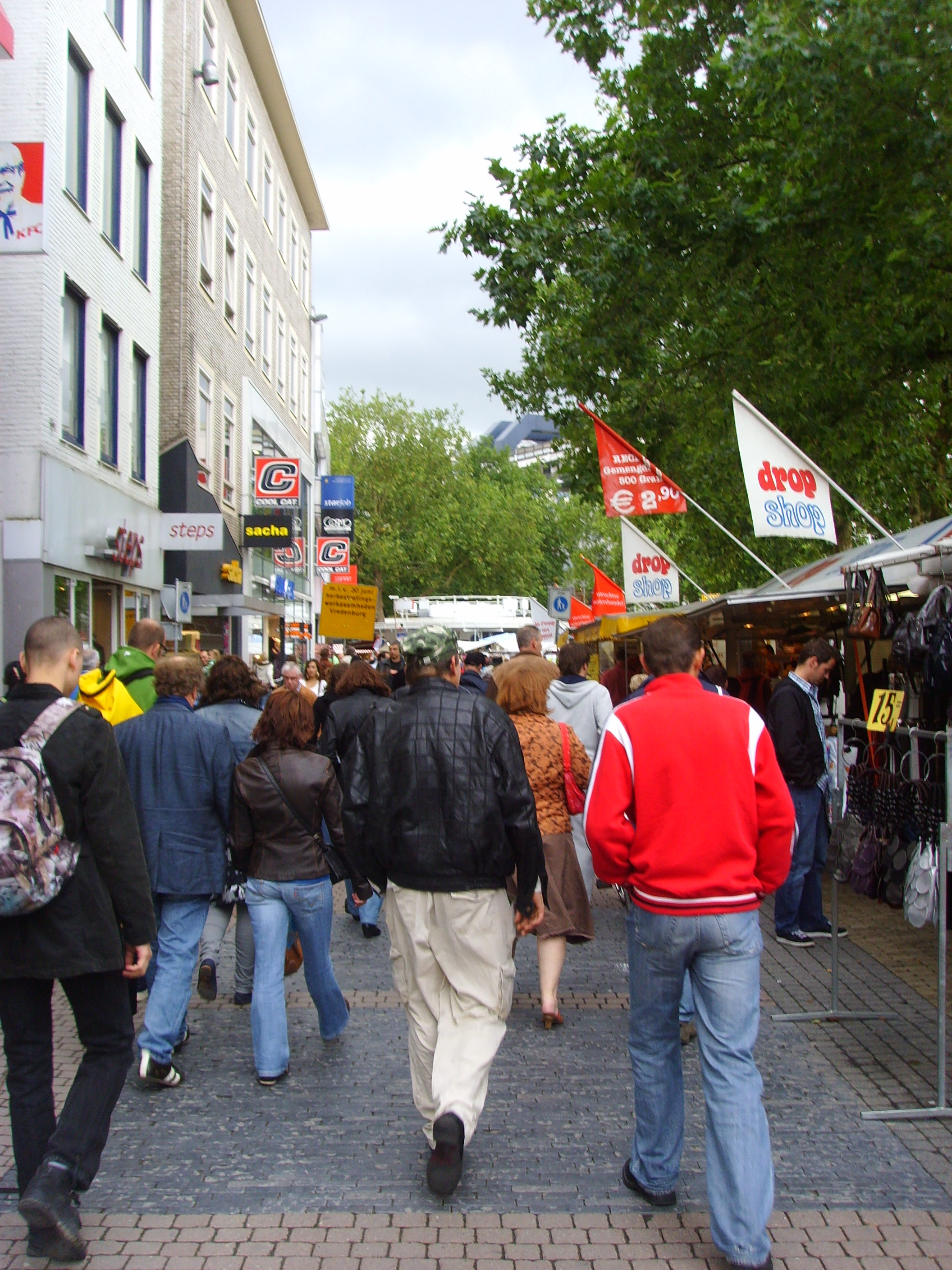
Markt op het Vredenburg

Er zijn diverse markten in Utrecht zoals:
- Breedstraat op zaterdagmorgen van 8:00 - 13:00 uur (de 'lapjesmarkt')
- Jacobskerkhof op zaterdag van 9:00 - 16:00 uur
- Janskerkhof op zaterdag van 7:00 - 17:00 uur (de bloemenmarkt)
- Plantage op woensdagmorgen van 9:00 - 13:00 uur
- Oudegracht/Bakkerbrug op zaterdag van 8:00 - 17:00 uur
- Smaragdplein op dinsdag van 9:00 - 15:00 uur
- Van Starkenborghhof op vrijdag van 9:00 - 14:00 uur
- Vredenburg op woensdag van 10:00 - 17:00 uur, op vrijdag van 10:00 - 18:00 uur en op zaterdag van 8:00 - 17:00 uur
- Zamenhofdreef op donderdagmorgen van 9:00 - 13:00 uur

## Cultuur

### Musea en openbare kunst

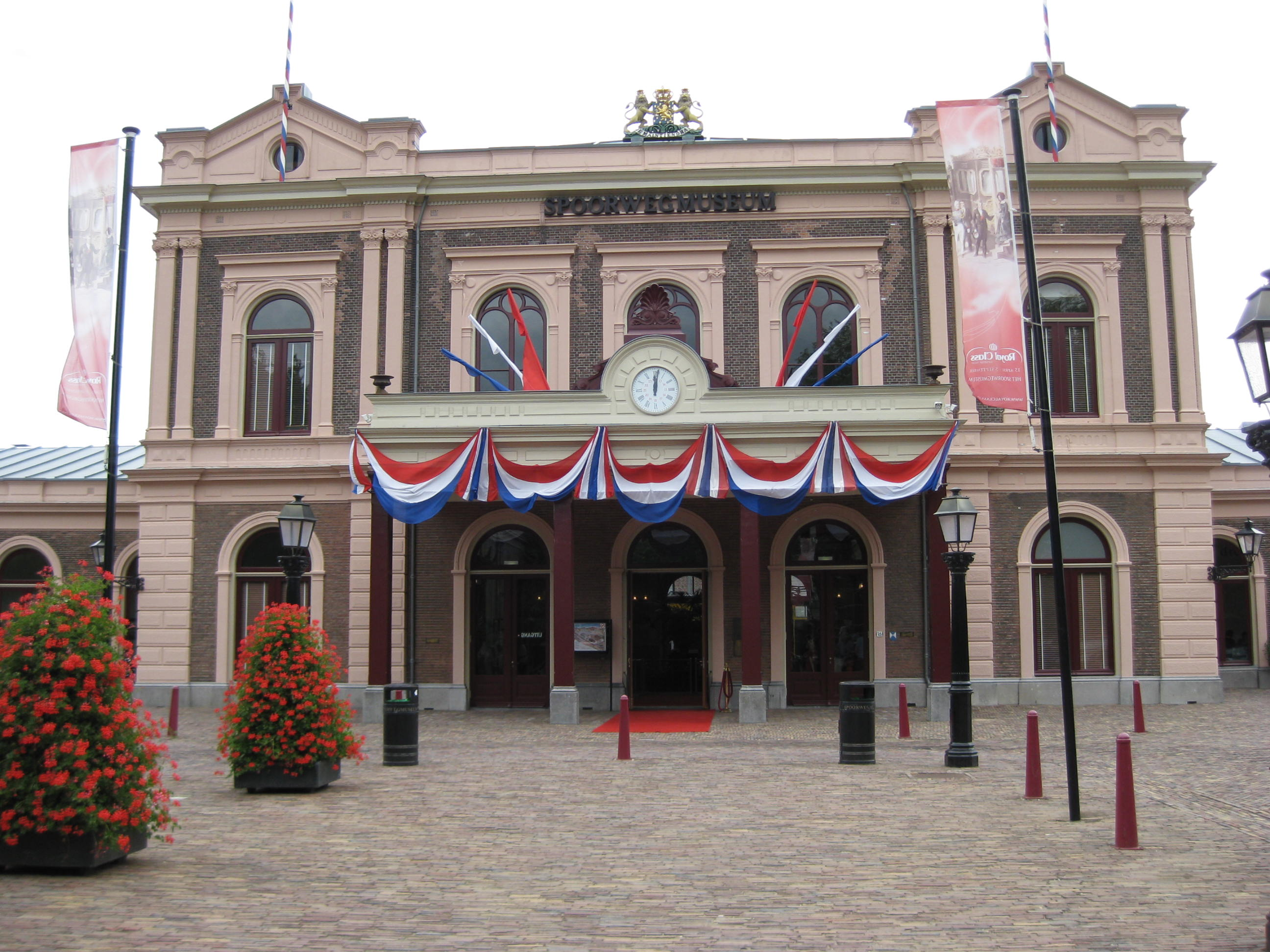
Het Spoorwegmuseum

| - Museum voor het Kruideniers-bedrijf - Centraal Museum - BAK, basis voor actuele kunst - Centrum Beeldende Kunst Utrecht - Museum Catharijneconvent - Museum Speelklok | - Het Spoorwegmuseum - Sterrenwacht Sonnenborgh - Universiteitsmuseum - nijntje museum - Nederlands Volksbuurtmuseum - Museum Hoge Woerd - Museum van Zuilen |

Naast de kunst in de musea zijn er in de gemeente Utrecht ook diverse beelden, sculpturen en objecten in de openbare ruimte geplaatst. Zie de lijsten van beelden in de Utrechtse binnenstad, in Noordwest en Overvecht, in Oost en Noordoost, in Zuid en Zuidwest en in West, Leidsche Rijn en Vleuten-De Meern.

### Muziek en theater

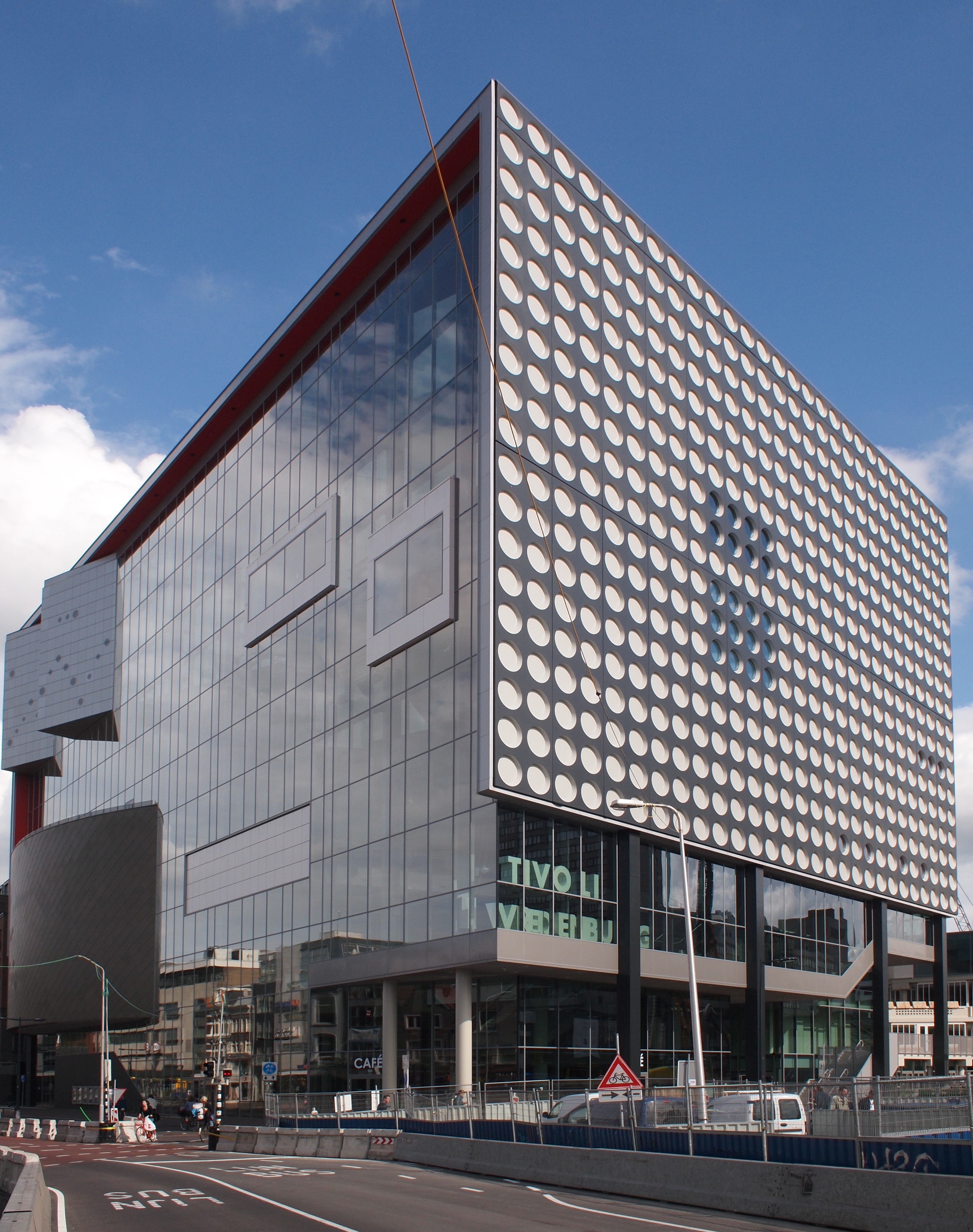
TivoliVredenburg

- TivoliVredenburg is een muziekgebouw aan de Vredenburgkade. Het gebouw bevat vele zalen en is gebouwd op de plek van het Muziekcentrum Vredenburg (1978); van dat gebouw is de Symfoniezaal bewaard gebleven.
- politiek cultureel centrum ACU
- poppodium EKKO aan de Bemuurde Weerd
- poppodium De Helling in Rotsoord
- Stadsschouwburg
- Theater De Paardenkathedraal in de stallen van de toenmalige Rijks Veeartsenijschool.
- Theater Het Huis v/h Huis aan de Werf
- Theater Kikker
- Mirliton Theater in Hoog Catharijne, van origine kleinkunst en variétépodium
- Schiller Theater Place Royale aan de Minrebroederstraat
- Beatrix Theater
- Kargadoor, cultureel, sociaal en politiek centrum op de Oudegracht
- Theater De Musketon in Lunetten
- Theater ZIMIHC aan de Bouwstraat in Wittevrouwen
- dB's, oefenruimtes en kleinschalig poppodium, onder andere Club3voor12-avonden

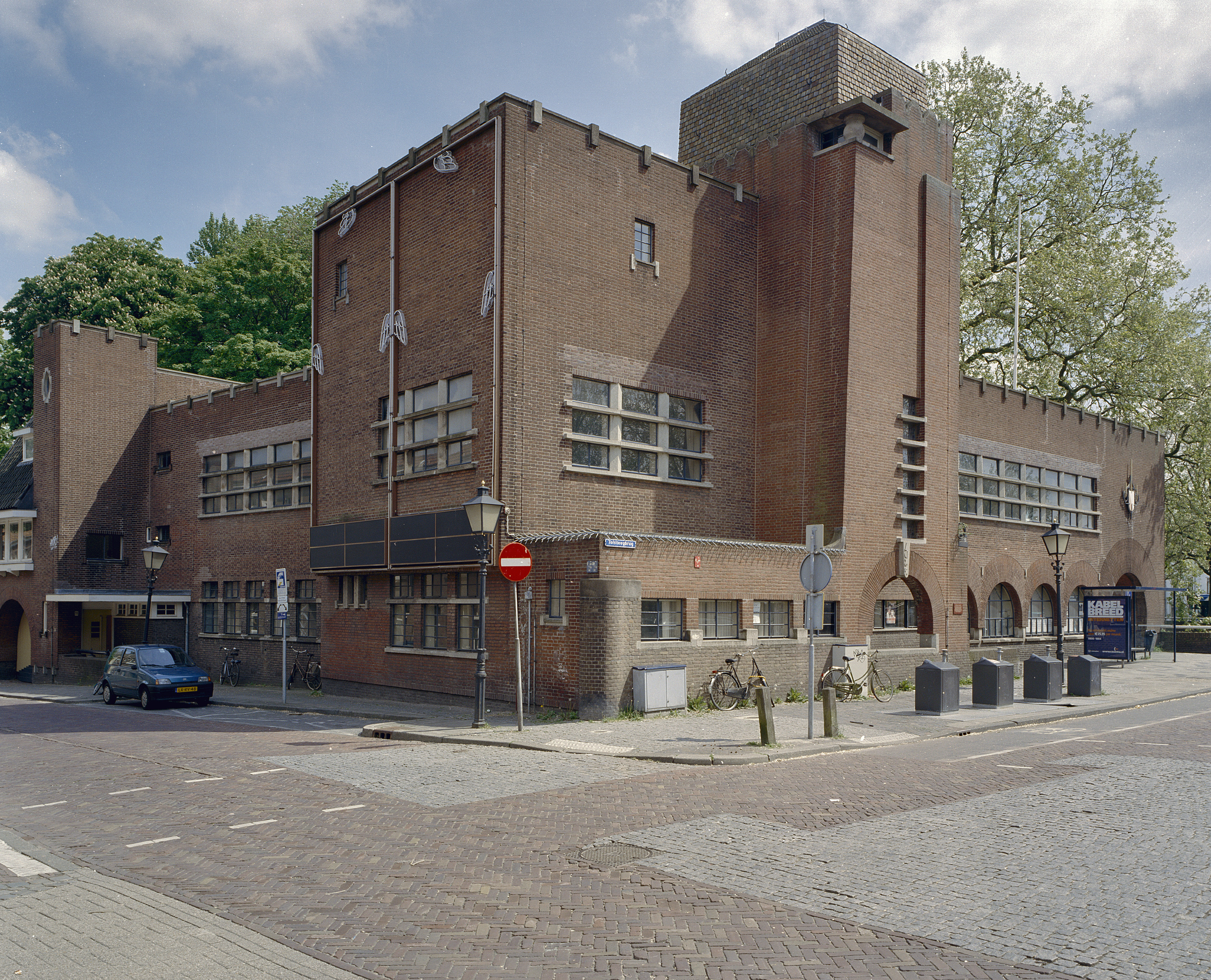
Het Louis Hartlooper Complex

- Podium Hoge Woerd

### Bioscopen
- Wolff City op de hoek Drift en Voorstraat 89
- Louis Hartlooper Complex aan de Tolsteegbrug 1
- Pathé Rembrandt Utrecht aan de Oudegracht 73
- Springhaver Theater B.V. aan de Springweg 52
- Pathé Utrecht Leidsche Rijn aan het Berlijnplein 100
- Kinepolis Jaarbeurs aan de Jaarbeursboulevard 300

### Uitgaansleven

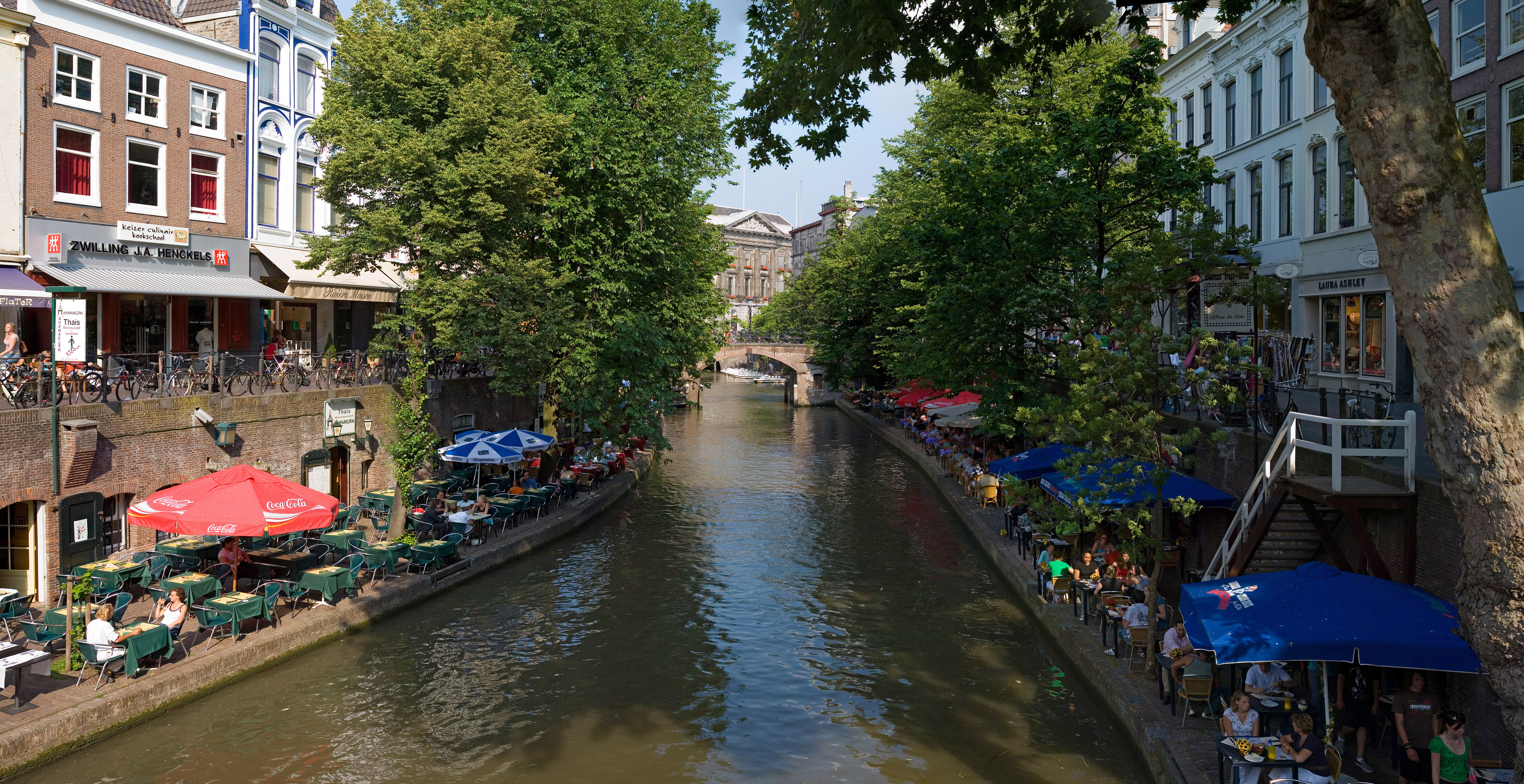
Terrassen op de werven langs de Oudegracht

Als studentenstad kent Utrecht een levendig uitgaansleven. Veel horeca is geconcentreerd aan de Neude, met cafés als ’t Neutje, De Beurs en wijncafé Lefebvre, rondom het Wed en bij het Ledig Erf. De Winkel van Sinkel fungeert als grand-café en nachtrestaurant met clubavonden en Stairway to Heaven werd door zanger Henk Westbroek tot rockcafé omgebouwd.
De stad telt ook typische studentencafés, zoals biercafé België aan de Oudegracht en de cafés ’t Pakhuis en Hofman aan het Janskerkhof. Daarnaast zijn op de nabijgelegen Nobelstraat ook diverse (studenten)cafés gevestigd. Op het Janskerkhof bevindt zich naast restaurants ook discotheek Woolloomooloo (kortweg de Woo) van het Utrechtsch Studenten Corps. Andere dansclubs in de stad zijn BASIS, Poema en TivoliVredenburg.
Vele restaurants zijn gevestigd langs de Oudegracht en de daar zo kenmerkende werfkelders maken ook lagergelegen terrassen op de werven mogelijk. Restaurant Karel 5 in het voormalige Duitse Huis was van 2005-2013 en is sinds april' 2023 onderscheiden met een Michelinster.
Voor lhbt'ers zijn er aan weerszijden van de Oudegracht de homocafés Bodytalk en Kalff. Sinds de sluiting van De Roze Wolk in 2006 is er geen vaste homodiscotheek meer, maar wel zijn er reguliere feesten van EnSuite en van de homojongerenorganisatie PANN.
De prostitutie in Utrecht bestond uit raamprostitutie in de Hardebollenstraat en op woonboten langs het Zandpad, maar in 2013 liet de gemeente al deze ramen sluiten. Daarnaast was er een officiële tippelzone aan de Europalaan tot 1 juli 2021.

### Evenementen en festivals

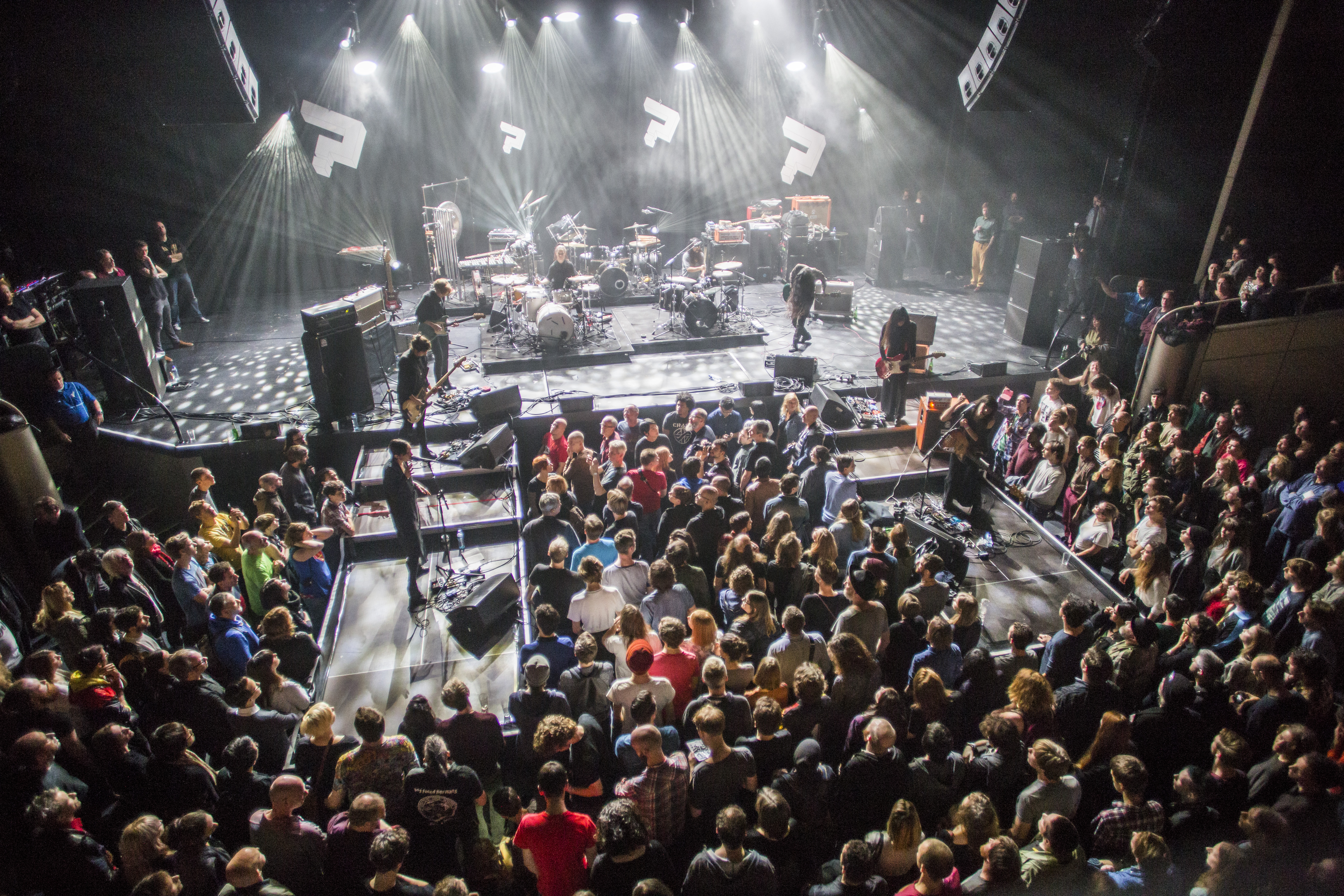
Le Guess Who? in TivoliVredenburg (2014)

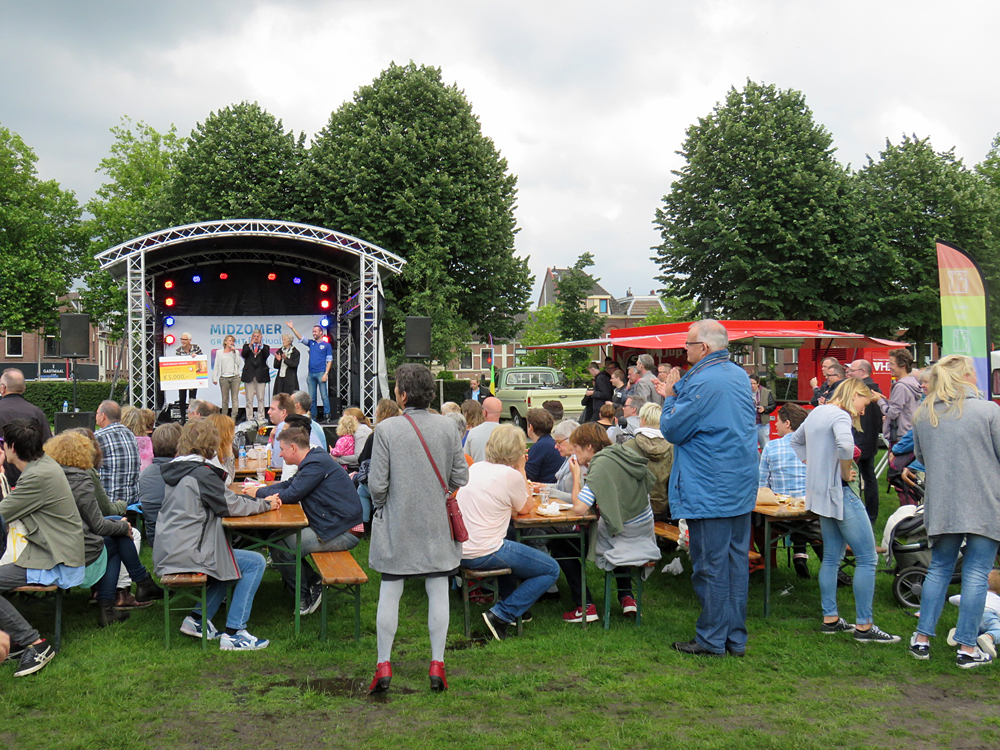
De Parkdag van het Midzomergracht Festival (2016)

Sinds 2017 is Utrecht, mede dankzij een actieve lobby vanuit het ILFU, een UNESCO-Literatuurstad ('City of Literature'), een samenwerkingsverband van vele partijen uit de stad, zoals de Bibliotheek Utrecht, Veen Bosch & Keuning Uitgeversgroep, het Utrechtse Boekhandels Overleg, de Universiteit Utrecht, Festival Mooie Woorden en ILFU. Daarom vinden al jaren regelmatig literatuurfestivals plaats. Hieronder een opsomming van literatuur- en andere festivals:
- Festival aan de Werf (theaterfestival, mei)
- Festival Oude Muziek Utrecht (laatste week van augustus en eerste dagen van september)
- Kaboom Animation Filmfestival (animatiefestival (opvolger van HAFF, maart)
- Le Guess Who?, muziekfestival gericht op indierock en experimentele rock (eind november)
- Latin American Film Festival (LAFF), mei
- Marathon van Utrecht (maart/april)
- Midzomergracht (juni)
- Nederlands Film Festival (september/oktober)
- Springdance (dansfestival, april)
- Utrecht Uitfeest (september) ter opening van het culturele seizoen
- International Literature Festival Utrecht (ILFU), sinds 2018
- Utrechts Literatuur Festival (eigenzinnig literatuurfestival van SLAU, oktober)
- Utrechtse Museumnacht
- Vakantiebeurs in de Jaarbeurs Utrecht
- Utrecht over Utrecht (cinema- en literatuurfestival, juni) in het Louis Hartlooper Complex
- Summer Darkness (alternatief muziekfestival, augustus)
- Internationaal Franz Liszt Pianoconcours (driejaarlijkse muziekwedstrijd)
- Nederlands Theatersport Toernooi (improvisatietheater, maart)

### Films in Utrecht
- De film Amsterdamned van Dick Maas werd voor een deel op de Oudegracht opgenomen.
- De film Minoes van Vincent Bal werd deels geschoten in Utrecht, in het midden van de Bellamystraat.
- De Utrechtse Vismarkt was een van de locaties in de films Keetje Tippel en Kruimeltje.
- In de film Karakter komen enige Utrechtse locaties voor.
- In Phileine zegt sorry stond de woning van Phileine in de Utrechtse binnenstad, op de hoek van de Servetstraat en de Lichte Gaard. Bovendien werden er opnames gemaakt in het Wilhelminapark.
- In Het Schnitzelparadijs zijn alle scènes in en rond het restaurant opgenomen in een kantoorgebouw aan de A2, naast het hoofdkantoor van de Hema. Eén scène speelt zich af op het dakterras, met uitzicht op de snelweg.
- De film De Pretenders van Jos Stelling werd opgenomen in de Utrechtse volkswijk Verdomhoekje.
- Enkele scènes uit Zwartboek van Paul Verhoeven zijn opgenomen in de Ridderschapstraat. De oude garage in deze straat was voor de gelegenheid omgebouwd tot mortuarium.
- De films van Mees Kees zijn voor een klein deel opgenomen in het Utrechtse stadsdeel Leidsche Rijn.

## Diversiteit

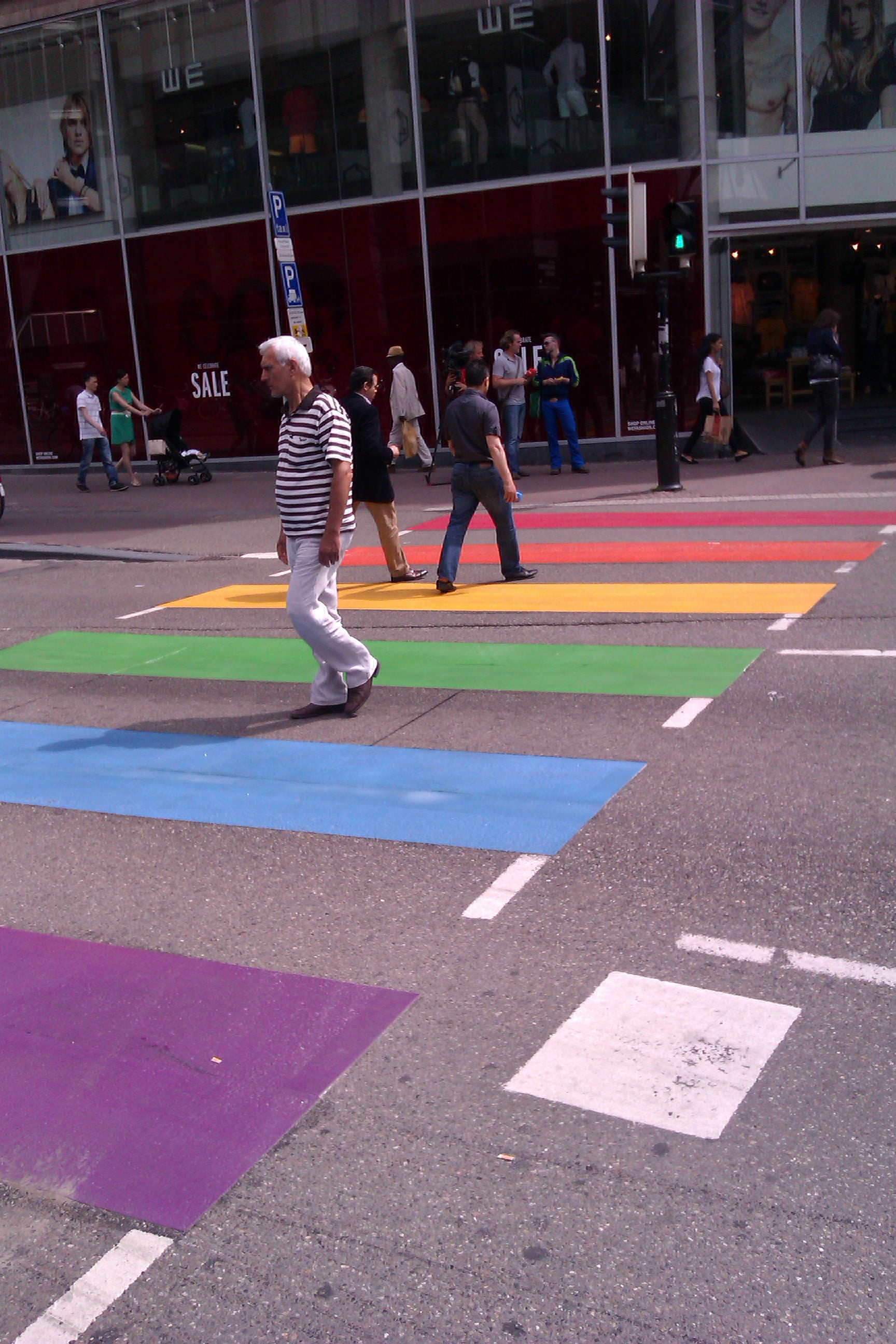
Het regenboogzebrapad in de Lange Viestraat

De gemeente Utrecht kwam in 1986 eerstmaals met een homo- en lesbisch emancipatiebeleid om de maatschappelijke integratie van deze groepen te bevorderen. In datzelfde jaar vond de landelijke Roze Zaterdag voor de eerste keer in de stad plaats. Er werd in die tijd vanuit de homobeweging ook specifiek tegen de rooms-katholieke standpunten aangaande homoseksualiteit geprotesteerd, bijvoorbeeld tijdens het bezoek van paus Johannes Paulus II in mei 1985 en in februari en april 1987 tegen uitspraken van kardinaal Simonis.
In juni 1997 werd op initiatief van de gemeente de "Roze Lente" georganiseerd, een evenement om homoseksualiteit voor een breder publiek zichtbaar te maken. Het afsluitende MidzomerGrachtspektakel groeide uit tot het jaarlijkse Midzomergracht Festival, dat in 1998 de start vormde van vijf Roze Lentedagen. Als afsluiting daarvan fungeerde opnieuw de Roze Zaterdag.
In 2005 werd het Europese lhbt-sportevenement EuroGames in Utrecht gehouden, met ruim 2800 sporters en circa 25.000 bezoekers. Sinds 2008 is Utrecht een van de Regenboogsteden en toen in 2013 de Roze Zaterdag voor de derde maal in de stad plaatsvond werd in de Lange Viestraat het eerste regenboogzebrapad in Nederland aangelegd. Sinds 2017 is er, naar Amsterdams voorbeeld, een botenparade onder de naam Utrecht Canal Pride.

## Maatschappelijke organisaties
| - Kargadoor - Meisjesstad / Tussenvoorziening - PANN | - PAX (vredesorganisatie) - Taal Doet Meer - Utrecht Development Board |

## Verkeer en vervoer

### Trein

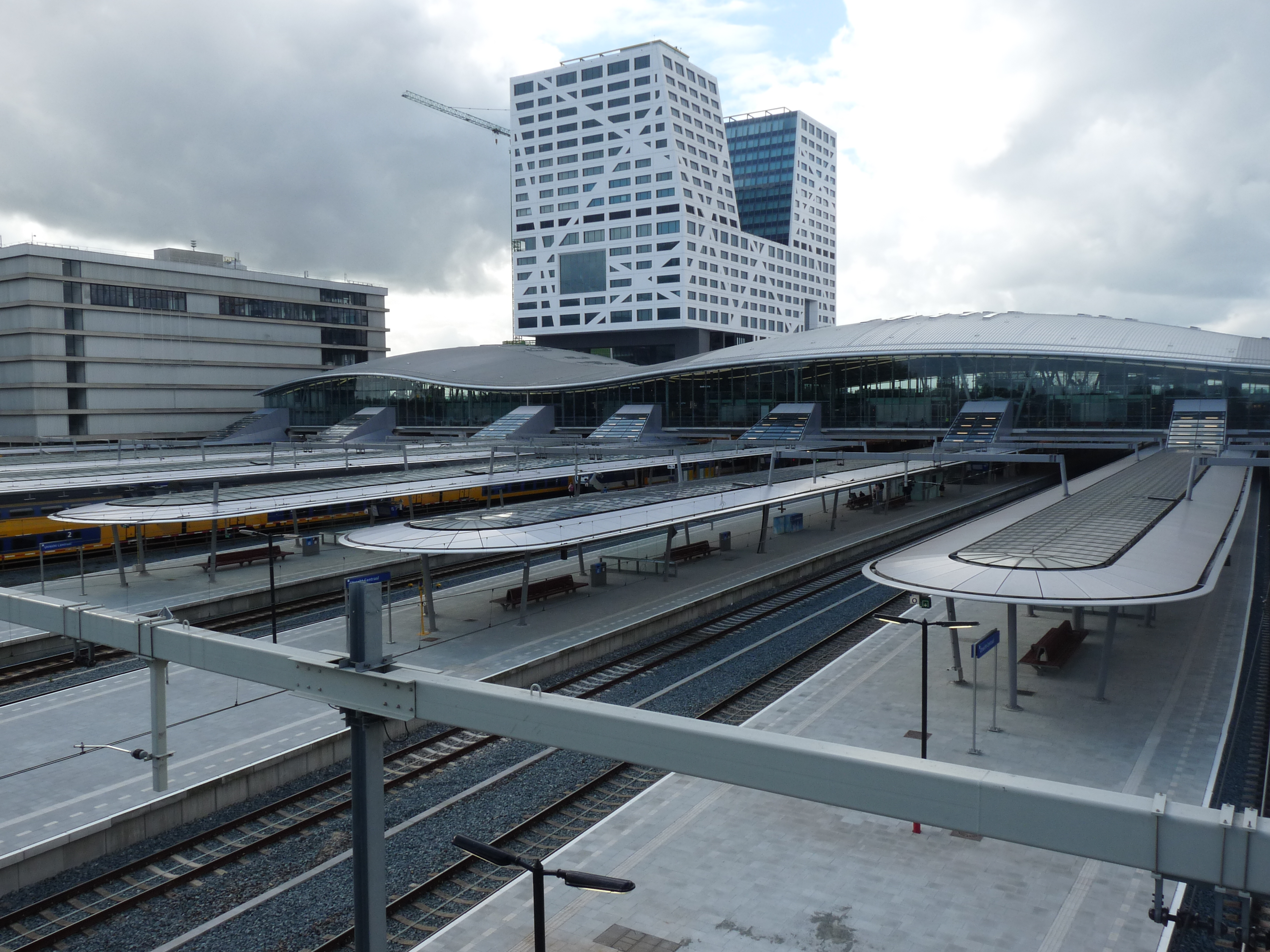
Station Utrecht Centraal is het drukste station van Nederland.

Station Utrecht Centraal is het belangrijkste spoorwegknooppunt van Nederland en heeft rechtstreekse treinverbindingen met op drie na alle andere provinciehoofdsteden (uitgezonderd zijn Lelystad, Haarlem en Middelburg). De eerste spoorlijn werd geopend in 1843. Dit was de lijn naar het Amsterdamse station Weesperpoort. In 1844-1845 volgde de verbinding met Arnhem. In 1855 kwam de verbinding met Gouda – Rotterdam tot stand en vanaf 1870 ook naar Den Haag, in 1863 die naar Amersfoort en in 1868-1870 de lijn naar Boxtel. Als laatste verbinding werd in 1874 de lijn naar Hilversum geopend.

### Bus en tram

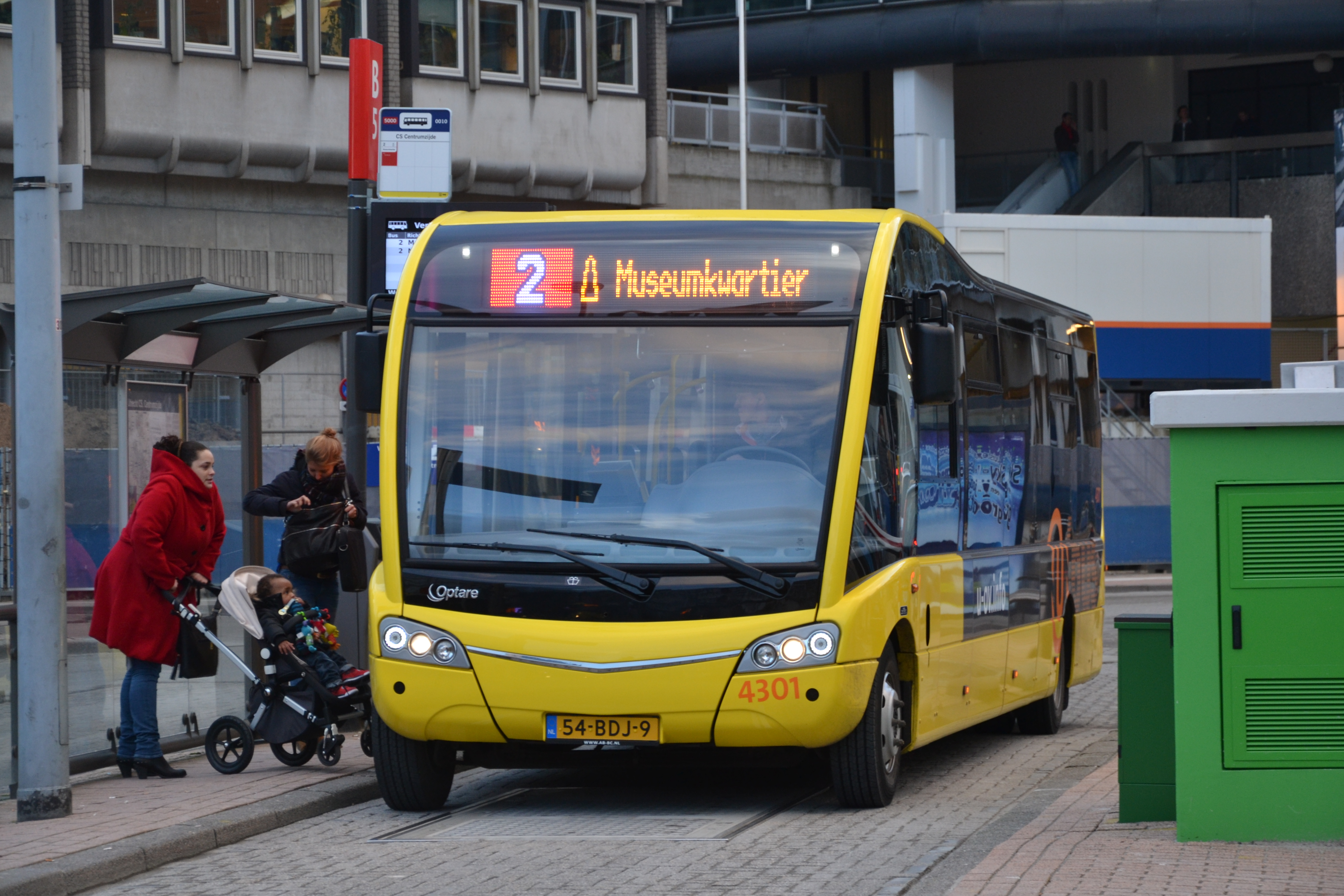
Een bus van U-OV in Utrecht

De stad Utrecht kent een uitgebreid buslijnennet van Qbuzz. Er rijden bussen van Qbuzz naar Maarssen, Vleuten/De Meern en Kockengen. De meeste bussen rijden maandag tot en met zaterdag om de 10 minuten, 's avonds en op zondag om het kwartier. Utrecht is de eerste stad in Nederland waar dubbelgelede bussen rijden. 
Qbuzz verzorgt het meeste regiovervoer, inclusief de Utrechtse sneltram, die rijdt vanaf het centraal station via Kanaleneiland naar Nieuwegein-Zuid/IJsselstein. Sinds eind 2019 is er een tramlijn naar De Uithof, het universiteitscentrum. Deze vervangt de overbezette buslijn 12.
- Het Bestuur Regio Utrecht (BRU) heeft voor het openbaar vervoer in de regio Utrecht de merknaam U-OV gelanceerd.
- Het busstation nabij Station Utrecht Centraal is het grootste busstation van Nederland.

De gemeente Utrecht werkt aan de ontwikkeling van een HOV-netwerk voor snelle verbindingen binnen de agglomeratie.

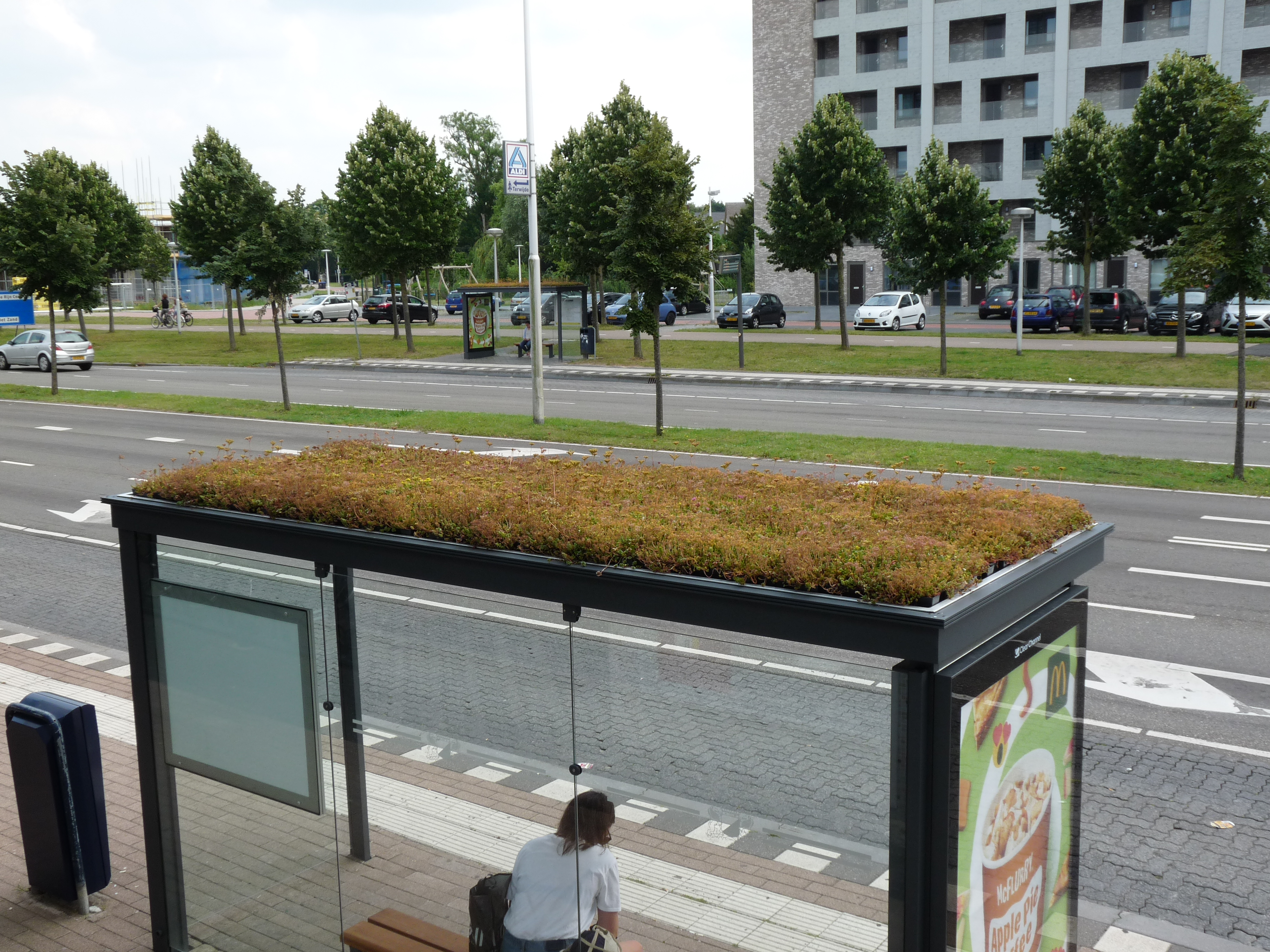

Bovenop 316 Utrechtse bushaltes is een groen dak geplaatst met vetplantjes. Bij 96 bushaltes zullen er ook zonnepanelen geplaatst worden.
Verder wordt er internationaal busvervoer aangeboden door FlixBus.

### Auto

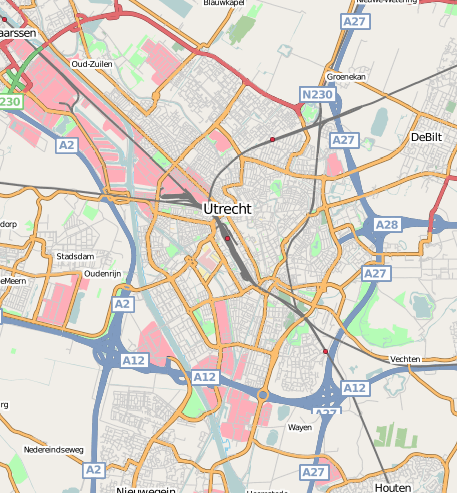
Wegennet

De stad wordt aan drie zijden omsloten door autosnelwegen. Ten westen van de stad bevindt zich de A2, ten zuiden de A12 en ten oosten de A27. Belangrijke verkeersknooppunten zijn Oudenrijn, Lunetten en Rijnsweerd. Iets ten westen van het laatst genoemde verkeersknooppunt begint een vierde autosnelweg, de A28 naar het noorden naar Amersfoort, Zwolle, Assen en Groningen. Ten noorden van Utrecht wordt de ringweg sluitend gemaakt door de N230. Deze wegen vormen samen de Ring Utrecht.

### Fiets
De fiets is het meest gebruikte vervoermiddel voor verplaatsingen binnen de stad Utrecht. Volgens een onderzoek van de Fietsersbond in 2016 liggen zelfs de drie drukste fietspaden van Nederland in Utrecht.

## Politiek

### College van burgemeester en wethouders
Voor de coalitieperiode 2022-2026 bestaat de coalitie uit GroenLinks, D66, PvdA, Student & Starter en ChristenUnie.
| Naam                | Functie            | Partij            | Portefeuille |
| ------------------- | ------------------ | ----------------- | --- |
| Sharon Dijksma      | Burgemeester       | PvdA              | - Openbare Orde en Veiligheid (inclusief mensenhandel en drugscriminaliteit) - Handhaving - Ombudszaken - Burgerzaken - Internationale Zaken en Regionale Samenwerking |
| Lot van Hooijdonk   | Wethouder          | GroenLinks        | - Eerste locoburgemeester - Mobiliteit - Energie en Klimaat - Ruimtelijke projecten: Lunetten-Koningsweg en Overvecht - Wijk Zuid - Wijk Vleuten-De Meern |
| Eelco Eerenberg     | Wethouder          | D66               | - Ruimtelijke Ordening - Onderwijs (inclusief onderwijshuisvesting, bibliotheek) - Volksgezondheid - Drugs - Sekswerk - Ruimtelijke projecten Zuidkant: Groot Merwede (inclusief Merwedekanaalzone, Stationsgebied, Westraven, A12-zone), Rijnenburg - Wijk Leidsche Rijn |
| Dennis de Vries     | Wethouder          | PvdA              | - Wonen en Volkshuisvesting - Jeugd en Jeugdzorg - Wijk- en Buurtaanpak - MBO - Vastgoed - Wijk Zuidwest - Wijk Noordwest |
| Eva Oosters         | Wethouder          | Student & Starter | - Cultuur - Evenementen - Sport - Participatie - Milieu en Emissieloos vervoer - Wijk Binnenstad - Wijk Oost |
| Rachel Streefland   | Wethouder          | ChristenUnie      | - Asiel en Integratie - Maatschappelijke Opvang en Beschermd Wonen - Samen voor Overvecht - Erfgoed (inclusief werven) - Personeel en Organisatie - Wijk Overvecht |
| Linda Voortman      | Wethouder          | GroenLinks        | - Werk en inkomen - WMO en Welzijn - Diversiteit en Inclusie - Grondzaken - Groen - Dierenwelzijn - Publieksdienstverlening - Wijk West |
| Susanne Schilderman | Wethouder          | D66               | - Financiën (inclusief Belastingen, Control, Subsidies) - Economische Zaken - Circulaire Economie - Openbare ruimte - Markten en Havens - Ruimtelijke projecten: Utrecht Science Park - Wijk Noordoost                                                                    |
| Gabrielle Haanen    | Gemeentesecretaris |                   | - Adviseur college van B en W - Algemeen directeur ambtelijke organisatie |

### Zetelverdeling gemeenteraad
De Utrechtse gemeenteraad telt 45 zetels. Hieronder de behaalde zetels per partij bij de gemeenteraadsverkiezingen sinds 1962. De rangschikking is gebaseerd op de laatst gehouden verkiezingen.
| Gemeenteraadszetels          | Gemeenteraadszetels | Gemeenteraadszetels | Gemeenteraadszetels | Gemeenteraadszetels | Gemeenteraadszetels | Gemeenteraadszetels | Gemeenteraadszetels | Gemeenteraadszetels | Gemeenteraadszetels | Gemeenteraadszetels | Gemeenteraadszetels | Gemeenteraadszetels | Gemeenteraadszetels | Gemeenteraadszetels | Gemeenteraadszetels | Gemeenteraadszetels |
| Partij                       | 19 62               | 19 66               | 19 70               | 19 74               | 19 78               | 19 82               | 19 86               | 19 90               | 19 94               | 19 98               | 20 00               | 20 06               | 20 10               | 20 14               | 20 18               | 20 22               |
| ---------------------------- | ------------------- | ------------------- | ------------------- | ------------------- | ------------------- | ------------------- | ------------------- | ------------------- | ------------------- | ------------------- | ------------------- | ------------------- | ------------------- | ------------------- | ------------------- | ------------------- |
| GroenLinks                   | 3                   | 3                   | 2                   | 5                   | 5                   | 6                   | 5                   | 8                   | 9                   | 9                   | 8                   | 8                   | 10                  | 9                   | 12                  | 9                   |
| D66                          | -                   | -                   | 4                   | 1                   | 3                   | 2                   | 2                   | 8                   | 9                   | 3                   | 1                   | 3                   | 9                   | 13                  | 10                  | 8                   |
| VVD                          | 4                   | 5                   | 6                   | 9                   | 6                   | 10                  | 7                   | 5                   | 6                   | 6                   | 5                   | 5                   | 7                   | 5                   | 6                   | 5                   |
| PvdA                         | 18                  | 13                  | 16                  | 17                  | 16                  | 15                  | 19                  | 12                  | 9                   | 9                   | 7                   | 14                  | 9                   | 5                   | 3                   | 4                   |
| CDA                          | 20                  | 20                  | 17                  | 13                  | 15                  | 12                  | 10                  | 10                  | 6                   | 4                   | 4                   | 4                   | 4                   | 3                   | 2                   | 3                   |
| Partij voor de Dieren        | -                   | -                   | -                   | -                   | -                   | -                   | -                   | -                   | -                   | -                   | -                   | -                   | -                   | 1                   | 2                   | 3                   |
| Volt                         | -                   | -                   | -                   | -                   | -                   | -                   | -                   | -                   | -                   | -                   | -                   | -                   | -                   | -                   | -                   | 3                   |
| ChristenUnie                 | -                   | -                   | -                   | -                   | -                   | -                   | -                   | -                   | -                   | 1                   | 1                   | 2                   | 1                   | 2                   | 2                   | 2                   |
| Student & Starter            | -                   | -                   | -                   | -                   | -                   | -                   | -                   | -                   | -                   | -                   | -                   | -                   | -                   | 1                   | 2                   | 2                   |
| SP                           | -                   | -                   | -                   | -                   | -                   | -                   | 1                   | 1                   | 2                   | 3                   | 3                   | 5                   | 3                   | 4                   | 2                   | 1                   |
| DENK                         | -                   | -                   | -                   | -                   | -                   | -                   | -                   | -                   | -                   | -                   | -                   | -                   | -                   | -                   | 2                   | 1                   |
| Stadsbelang Utrecht          | -                   | -                   | -                   | -                   | -                   | -                   | -                   | -                   | -                   | -                   | -                   | -                   | -                   | 2                   | 1                   | 1                   |
| PVV                          | -                   | -                   | -                   | -                   | -                   | -                   | -                   | -                   | -                   | -                   | -                   | -                   | -                   | -                   | 1                   | 1                   |
| BIJ1                         | -                   | -                   | -                   | -                   | -                   | -                   | -                   | -                   | -                   | -                   | -                   | -                   | -                   | -                   | -                   | 1                   |
| EenUtrecht                   | -                   | -                   | -                   | -                   | -                   | -                   | -                   | -                   | -                   | -                   | -                   | -                   | -                   | -                   | -                   | 1                   |
| Stadspartij Leefbaar Utrecht | -                   | -                   | -                   | -                   | -                   | -                   | -                   | -                   | -                   | 9                   | 14                  | 3                   | 1                   | -                   | -                   | -                   |
| Trots op Nederland           | -                   | -                   | -                   | -                   | -                   | -                   | -                   | -                   | -                   | -                   | -                   | -                   | 1                   | -                   | -                   | -                   |
| Burger en Gemeenschap        | -                   | -                   | -                   | -                   | -                   | -                   | -                   | -                   | -                   | -                   | 2                   | 1                   | -                   | -                   | -                   | -                   |
| CP (86)/CD/Nederlands Blok   | -                   | -                   | -                   | -                   | -                   | -                   | -                   | 1                   | 4                   | 1                   | -                   | -                   | -                   | -                   | -                   | -                   |
| Overige                      | -                   | 4                   | -                   | -                   | -                   | -                   | 2                   | -                   | -                   | -                   | -                   | -                   | -                   | -                   | -                   | -                   |
| Totaal                       | 45                  | 45                  | 45                  | 45                  | 45                  | 45                  | 45                  | 45                  | 45                  | 45                  | 45                  | 45                  | 45                  | 45                  | 45                  | 45                  |

N.B.: partijen als GroenLinks, CDA en CU bestonden vroeger uit andere partijen die later zijn samengegaan in hoe ze nu heten. Vanwege de vergelijkbaarheid is de huidige naam ook voor het verleden gebruikt.

### Burgemeestersreferendum in 2007
De Utrechtse gemeenteraad besloot op 12 oktober een burgemeestersreferendum te organiseren. Een vertrouwenscommissie uit de raad selecteerde vervolgens twee kandidaten, waarna de bevolking door middel van een stemming mocht bepalen wie de opvolger zou worden van Annie Brouwer-Korf, die aangegeven had per 1 januari 2008 terug te treden. Voorstanders van de volksraadpleging waren PvdA, GroenLinks en D66 (in totaal 25 van de 45 zetels). Een opkomst van ten minste 30% was de voorwaarde voor de geldigheid van het referendum. Het burgemeestersreferendum vond plaats op 10 oktober 2007, de Utrechters konden kiezen uit Aleid Wolfsen en Ralph Pans, beiden lid van de PvdA.
De opkomst was slechts 9,25%, waardoor het referendum ongeldig was. Ook stemde 16,3% blanco of ongeldig. Van de geldige stemmen kreeg Aleid Wolfsen 60,7% (13.014 stemmen) en Ralph Pans 22,9% (4914 stemmen). Utrecht was de zevende gemeente waar een burgemeestersreferendum werd gehouden, de opkomst was de laagste tot dan toe. Op 11 oktober 2007 besloot de gemeenteraad om Wolfsen voor te dragen bij de regering. In de gemeenteraad werden dertig stemmen op hem uitgebracht. Pans kreeg twee stemmen en elf raadsleden brachten een blanco stem uit.

## Onderwijs

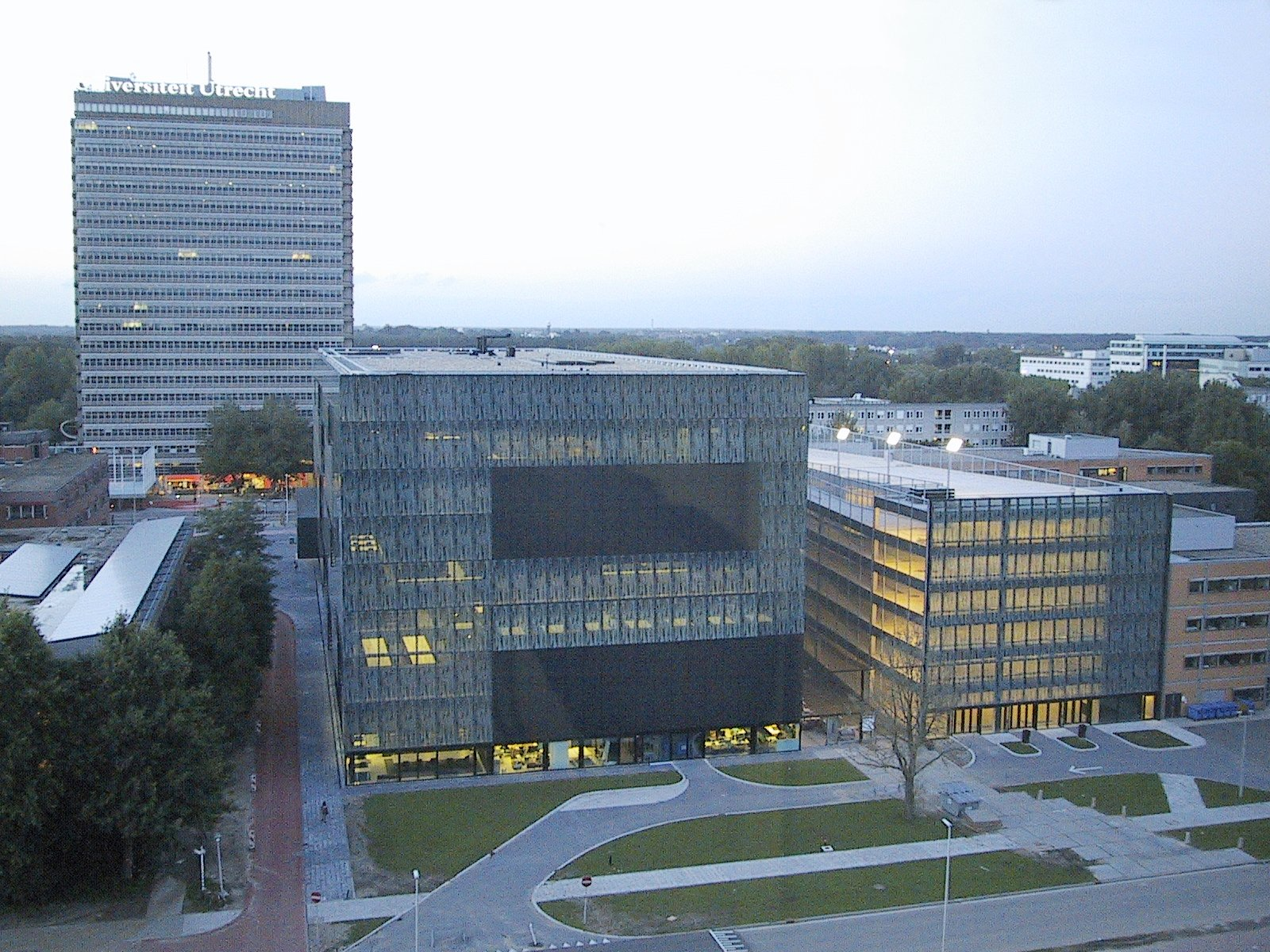
In de wijk De Uithof aan de oostzijde van Utrecht zijn de sociale en exacte faculteiten van de Universiteit Utrecht te vinden, evenals de Hogeschool Utrecht. Vooraan de Universiteitsbibliotheek, ontworpen door Wiel Arets, en op de achtergrond het Willem C. van Unnikgebouw.

Utrecht neemt binnen de provincie een belangrijke plaats in op het gebied van onderwijs. De Universiteit Utrecht (opgericht in 1636) is qua omvang de tweede van Nederland, en wordt nationaal en internationaal beschouwd als een van de betere universiteiten. De Domstad telt drie hogescholen; alle hogeronderwijsinstellingen tezamen bieden plaats aan ongeveer 65.000 studenten. Verder zijn er in Utrecht een twintigtal middelbare scholen gevestigd (afhankelijk van de definitie).

### Basisonderwijs
Anno 2025 zijn er in Utrecht(stad) 104 basisscholen en maken er dagelijks 24.750 leerlingen gebruik van het basisonderwijs. Utrecht kent een rijk onderwijsaanbod met zowel rooms-katholieke, openbare, islamitische, protestants-christelijke en algemeen bijzondere basisscholen. Het gros van de basisscholen biedt regulier onderwijs aan maar je hebt ook mogelijkheden voor Dalton, Montessori en Jenaplan onderwijs.

## Sport
Voetbalclub FC Utrecht won driemaal de KNVB Beker en komt uit in de eredivisie, waar het nog nooit uit gedegradeerd is. De club speelt zijn thuiswedstrijden in Stadion Galgenwaard. FC Utrecht ontstond in 1970 uit een fusie van drie Utrechtse voetbalclubs: DOS, USV Elinkwijk en Velox. De eerste twee bestaan nog als amateurclubs. DOS is de enige club uit Utrecht die ooit kampioen van Nederland werd, in 1958. Voor de oorlog telde ook Hercules mee, dat opgericht werd in 1882 en daarmee de derde voetbalclub in Nederland was. Hercules heeft bijgedragen aan de verspreiding van het voetbal. Elinkwijk werd in 1974 kampioen van Nederland bij de zondagamateurs.
Er zijn meer sportverenigingen in de stad. Kampong speelt bij zowel de heren en dames in de hoofdklasse. De teams zijn meermalen Nederlands kampioen geweest en hebben ook de Europacup I en II gewonnen. In 1998 werd het WK hockey voor de mannen en vrouwen gelijktijdig in Utrecht gehouden, het eerste dubbeltoernooi in de hockeygeschiedenis. Bij VVU komt het eerste damesteam uit in de volleybal Eredivisie. Bij UVV komt het eerste honkbal mannenteam uit in de Honkbal hoofdklasse, de hoogste honkbaldivisie in Nederland. Het eerste softbal vrouwenteam komt uit in de Softbal hoofdklasse (vrouwen), de hoogste softbaldivisie in Nederland. De USRS speelt al sinds 1967 mee in de hoogste regionen van de Nederlandse rugby Pyramide. 
De Utrecht Dragons spelen in hun complex in de Vechtsebanen in de ijshockey eredivisie, het tweede niveau van ijshockey in Nederland. Utrecht Basketball Academy is een talentontwikkelingsacademie voor basketbal, waarbij het eerste team uitkomt in de promotiedivisie, het tweede niveau van basketbal in Nederland. Daarnaast wordt lacrosse in Utrecht op hoog niveau gespeeld: bij de Domstad Devils spelen zowel de heren als dames in de hoofdklasse, de hoogste competitie van Nederland. De dames van de Domstad Devils zijn in 2011 landskampioen lacrosse geworden. Worstelvereniging UKV De Halter draait samen met Olympia, ook uit Utrecht, mee in de topklasse van Nederland. Bij het schaken speelt Schaakclub Utrecht in de Meesterklasse, de hoogste competitie van Nederland.
Sinds 1978 wordt jaarlijks de Marathon van Utrecht georganiseerd door de stad en Leidsche Rijn. Tevens wordt jaarlijks de Singelloop Utrecht gehouden, de oudste atletiek wegwedstrijd van Nederland.  Andere evenementen, waaronder schaatswedstrijden en darts, vinden regelmatig plaats in de Vechtsebanen.
Op elke vrijdagavond vanaf begin mei tot en met eind september organiseert Stichting Utrecht Skateparade een skatetocht voor inlineskaters en skeeleraars van ongeveer 23 kilometer door Utrecht. In Skatepark Utrecht is een indoorfaciliteit voor skateboarden.

### Wielrennen
Utrecht is de enige stad die de drie Grote Rondes in het wielrennen heeft ontvangen. De tweede etappe van de Ronde van Italië 2010 (Giro d'Italia) ging van Amsterdam naar Utrecht. De Ronde van Frankrijk 2015 (Tour de France) ging van start in Utrecht. Er waren 800.000 mensen aanwezig tijdens de tourstart en de kosten bedroegen zo'n 15 miljoen euro. 
De Ronde van Spanje 2022 (Vuelta) ging op vrijdag 19 augustus 2022 van start in Utrecht met een ploegentijdrit. Op zaterdag 20 augustus 2022 was Utrecht tevens finishplaats van de tweede etappe (startplaats was 's-Hertogenbosch) van de Ronde van Spanje 2022. De aanvankelijk totaal begrote kosten voor de start van de Ronde van Spanje in Nederland bedroegen € 14,3 miljoen, waarvan de gemeente Utrecht € 2,1 miljoen en de provincie Utrecht € 2,1 miljoen betaalde. De rest werd bijgedragen door private partijen (€ 4,8 mln.), een subsidie van het ministerie van VWS (€ 2,5 mln.) en overige publieke instanties als de gemeente Breda € 0,95 mln., de provincie Noord-Brabant € 0,95 mln. en de gemeente ’s-Hertogenbosch € 0,3 mln. Aanvankelijk zou de Ronde van Spanje 2020 op 14 augustus 2020 starten in Utrecht, maar dit moest worden afgelast vanwege de coronapandemie. Later dat jaar ging de ronde alsnog van start in Spanje. In 2022 vond uiteindelijk alsnog de start van de Ronde van Spanje in Nederland plaats, de organisatiekosten waren echter wel gestegen. De gemeente Utrecht en de provincie Utrecht stelden daardoor elk een bedrag van € 250.000 extra beschikbaar, waarmee de totale bijdrage van zowel de gemeente als de provincie op 2,35 miljoen euro uitkwam.

## Stedenbanden
- Brno (Tsjechië), van 1993 tot 2014
- Hannover (Duitsland), van 1970 tot 1976
- Leon (Nicaragua), tot 2015
- Portland (Oregon) (Verenigde Staten), sinds 2012